# ゴータカー

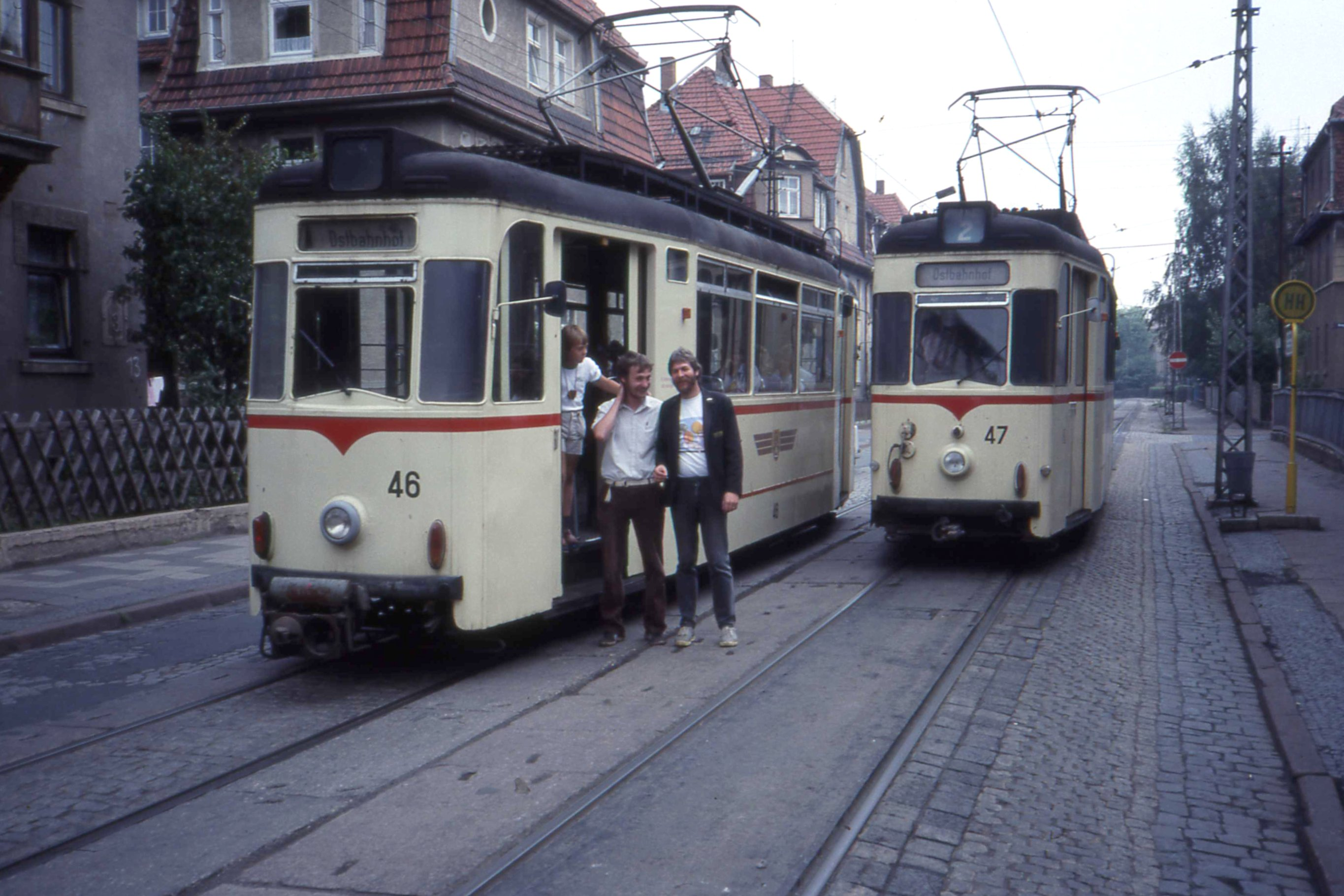
ゴータ市電のゴータカー

ゴータカー（ドイツ語: Gothawagen）は、東ドイツ（現：ドイツ）時代にゴータ車両製造人民公社（VEB Waggonbau Gotha）によって製造された路面電車車両の総称である。1954年から1960年代まで、東ドイツを始めとする東側諸国各地に導入された。

## 概要
第二次世界大戦後、冷戦の影響で東西に分断されたドイツのうち、東ドイツ側で操業していた鉄道車両メーカーはソ連主導の生産計画により全て国営企業体である人民公社（Volkseigener Betrib Locomotive und Wagonbau、VEB LOWA）の一員となり、国家からの資材配給に基づき鉄道車両を生産する事となった。その中で、最初の標準型路面電車車両として二軸車のET50/EB50形電車が東ドイツ国内外へ向けて1950年から1956年まで製造されたが、製造当初から1954年まではヴェルダウにある工場で生産が実施された一方、それ以降はゴータのゴータ車両製造人民公社で生産され、形式名も"ET54/EB54形"に改められた。そして、ゴータ市電向けに製造された試作形式であるET55形、そして量産形式のET57形/EB57形を皮切りに独自の設計を用い生産が始まったのが、"ゴータカー"と称される一連の鉄道車両である。
ゴータカーは東ドイツのみならず、経済相互援助会議（コメコン）の元でソビエト連邦を始めとする東側諸国にも輸出された。二軸車のみならず、1958年からは乗客が多い都市向けにボギー車を生産した他、1959年には2両の2軸車の間に台車がない小型のフローティング車体を挟んだ3車体連接車を開発し、東ドイツ各地の都市へ配給した。
だが、経済相互援助会議の方針により、1960年代以降の東側諸国における路面電車車両の生産は、チェコスロバキア（現：チェコ）のČKDタトラ（タトラカー）が行う事となった。それに伴いゴータ工場での路面電車生産は1969年を最後に終了し、T57形/B57形の生産についてもタトラ国営会社に移管され1971年まで続く事となった。それ以降ゴータカーはタトラカーを始めとする後継車種への置き換えや二軸車そのものの淘汰により廃車が進み、ドイツ国内で2019年現在営業運転に使用されている路線は以下を残すのみとなっている。

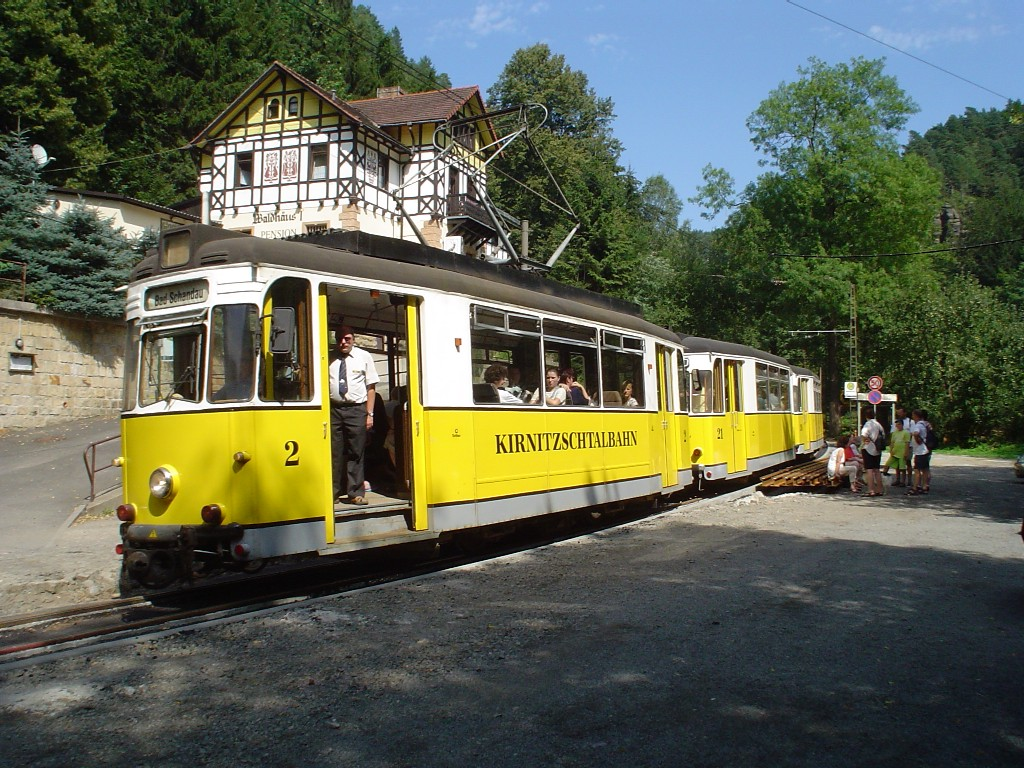
キルニッツシュタール鉄道 （ザクセン・スイス（英語版））
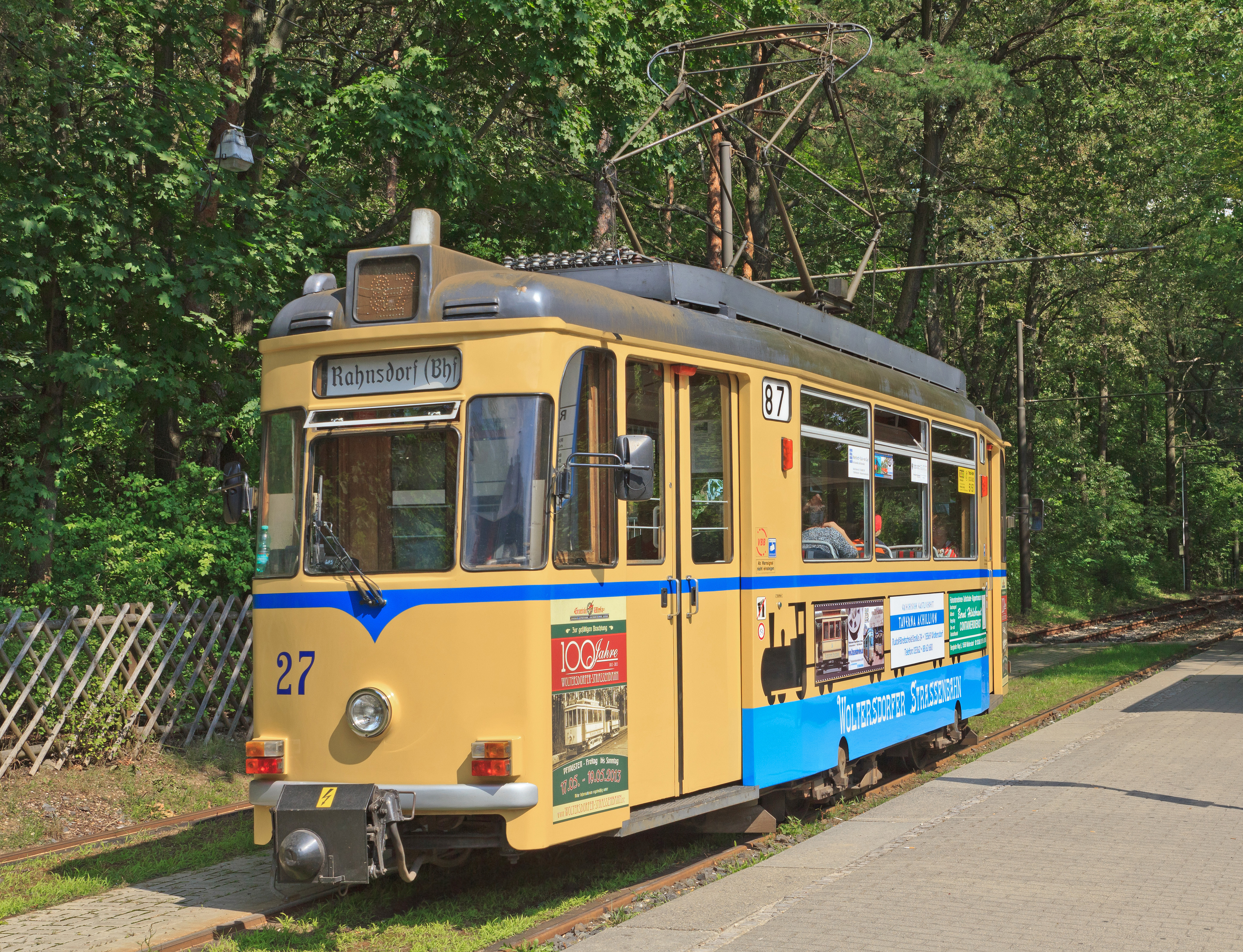
ヴォルタースドルフ軌道 （ベルリン）
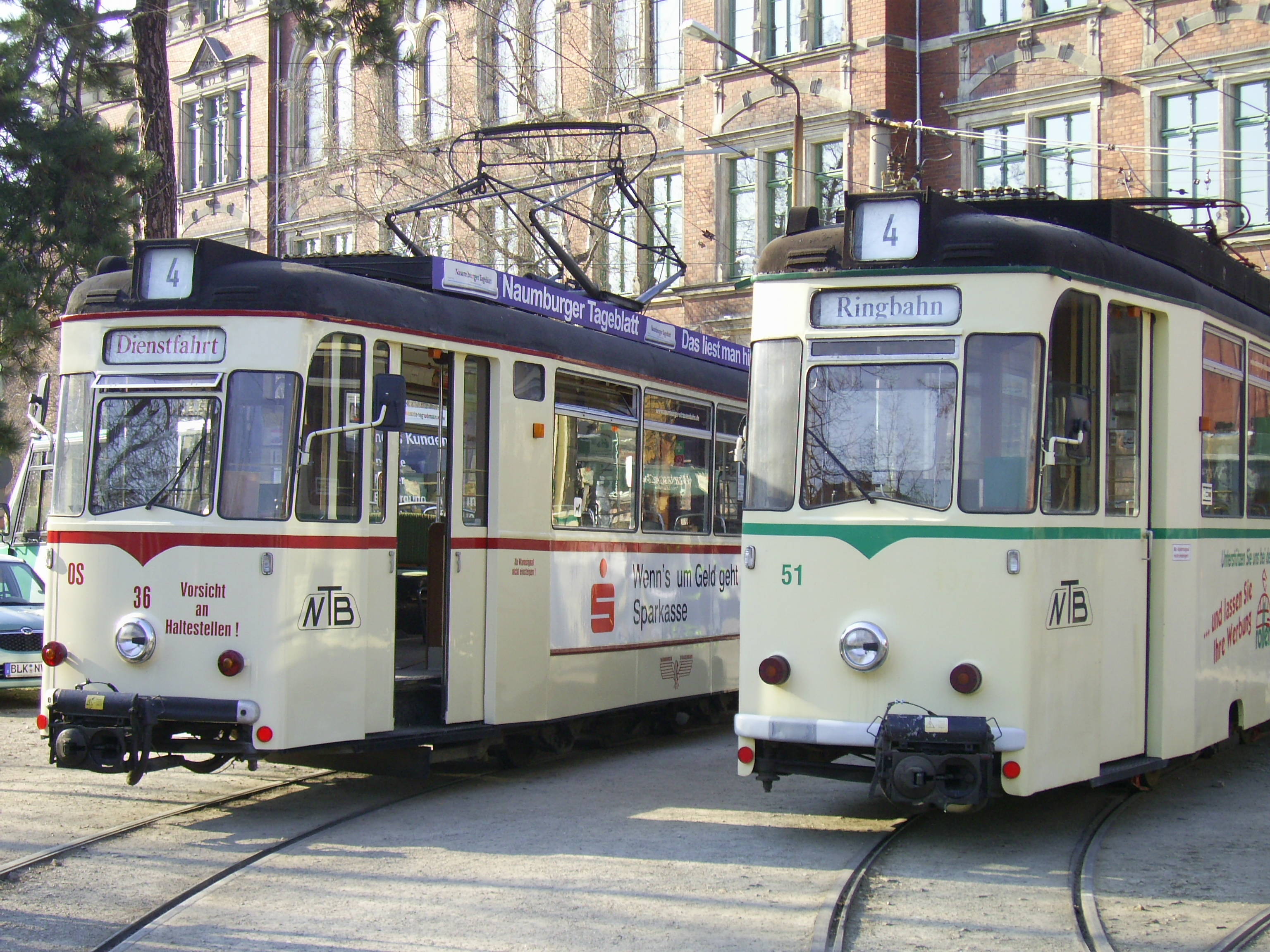
ナウムブルク市電 （ナウムブルク）

## 二軸車

### ET55形

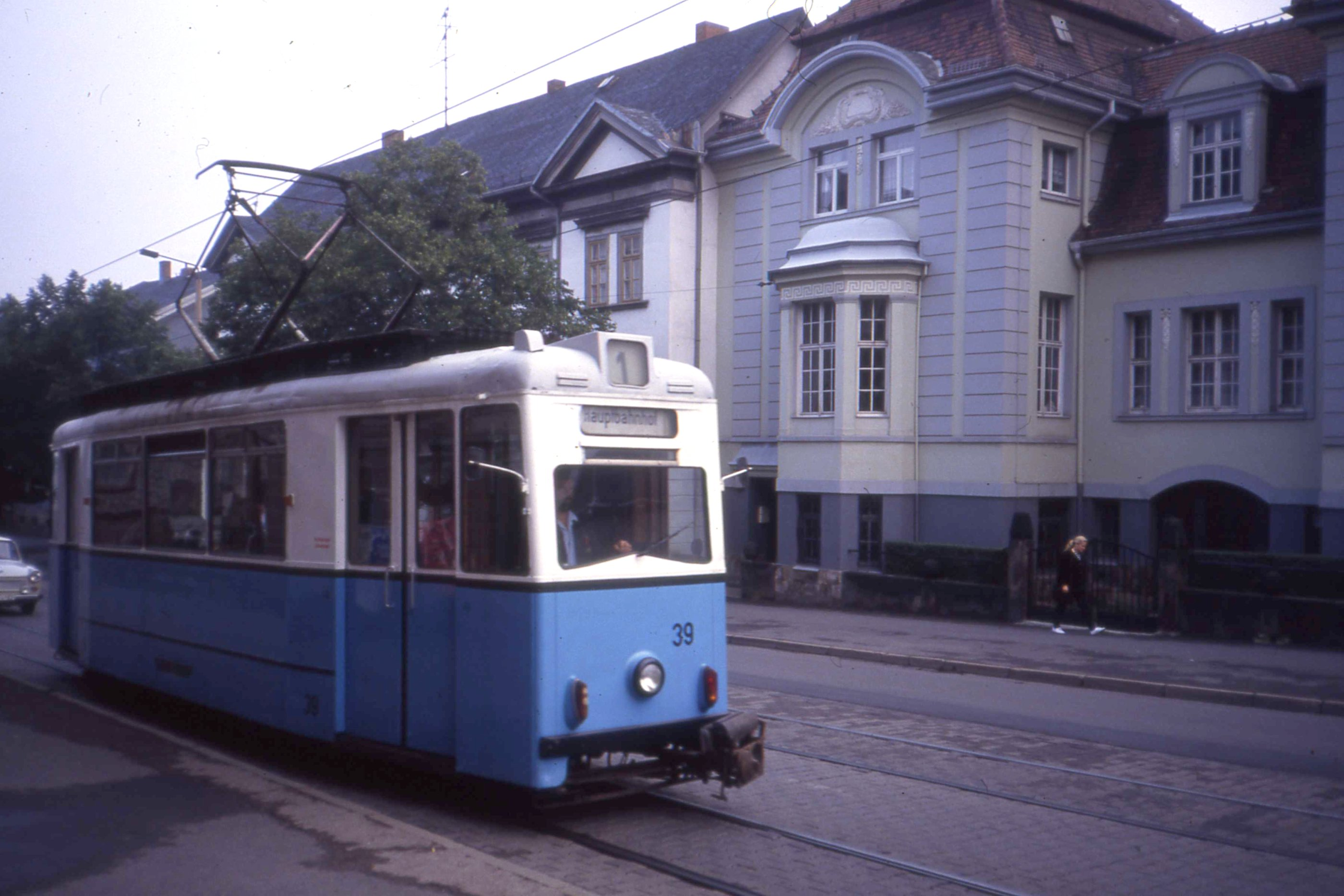
ET55形
（ドイツ：ゴータ市電）

ET54・EB54形電車と同時期に製造された、LOWA形電車（ET50形、ET54形）とゴータカー双方の要素を併せ持った試作車。車体形状はLOWA形と類似した直線的なもので乗降扉も手動式であった一方、側窓の個数は後のT57・B57形と同様に3個となっていた。1955年にゴータ市電向けの車両（両運転台）が5両（38-42）導入され、2019年現在も事業用車両に改造された38と動態保存車両の39が残存する。

### T57/B57形

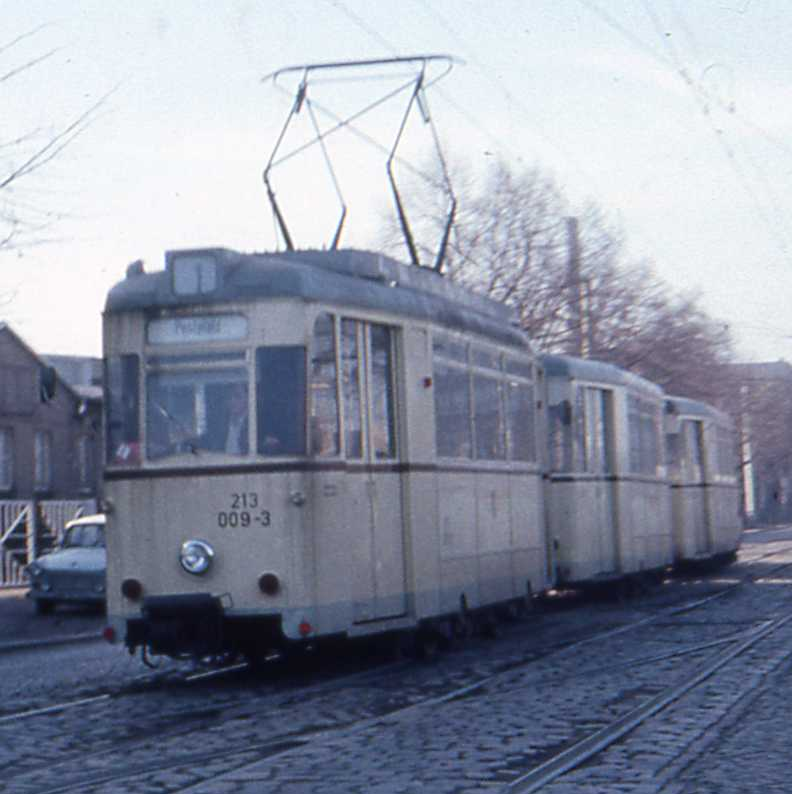
T57形（先頭）
（ドイツ：ドレスデン市電）

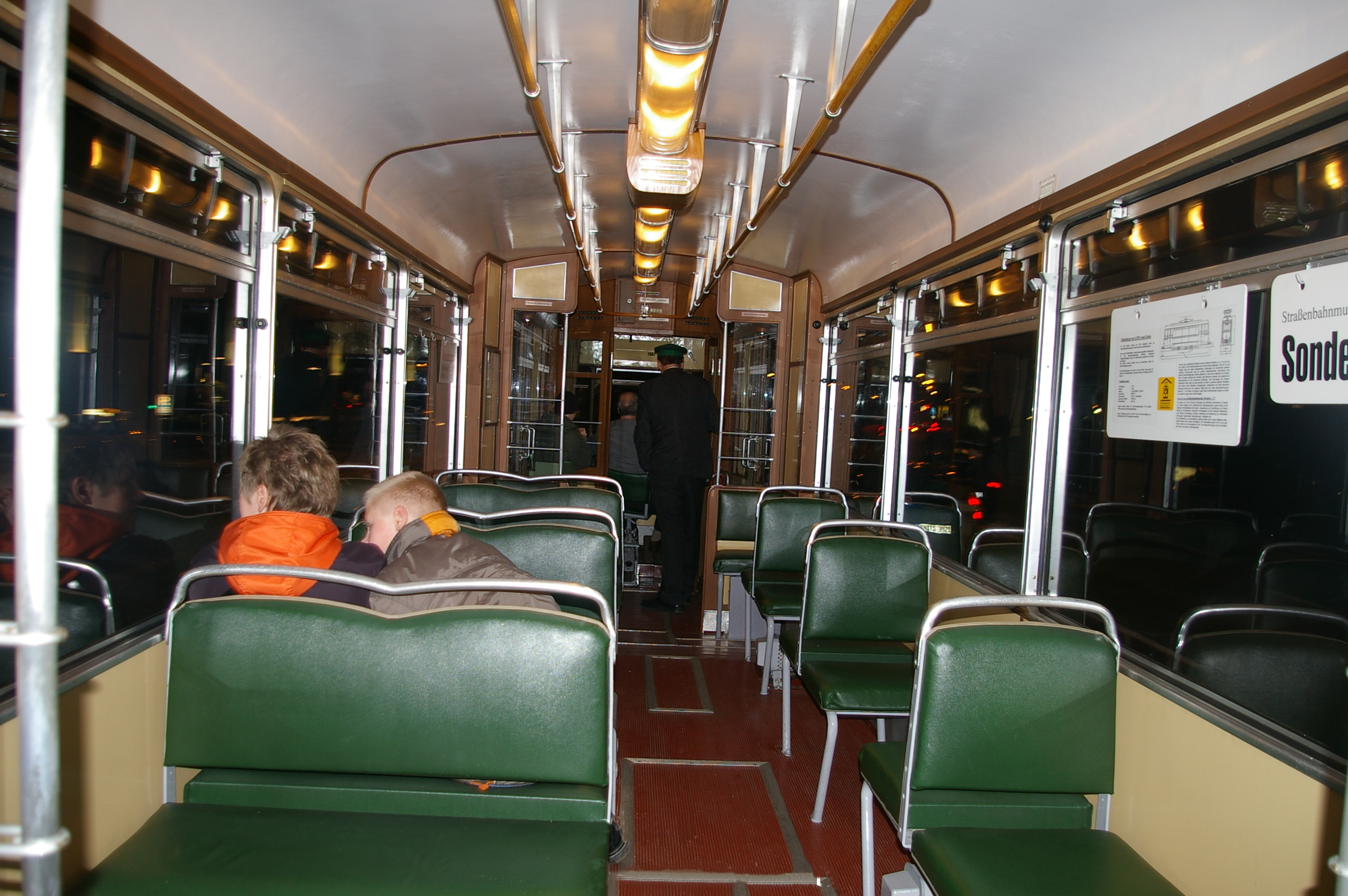
車内

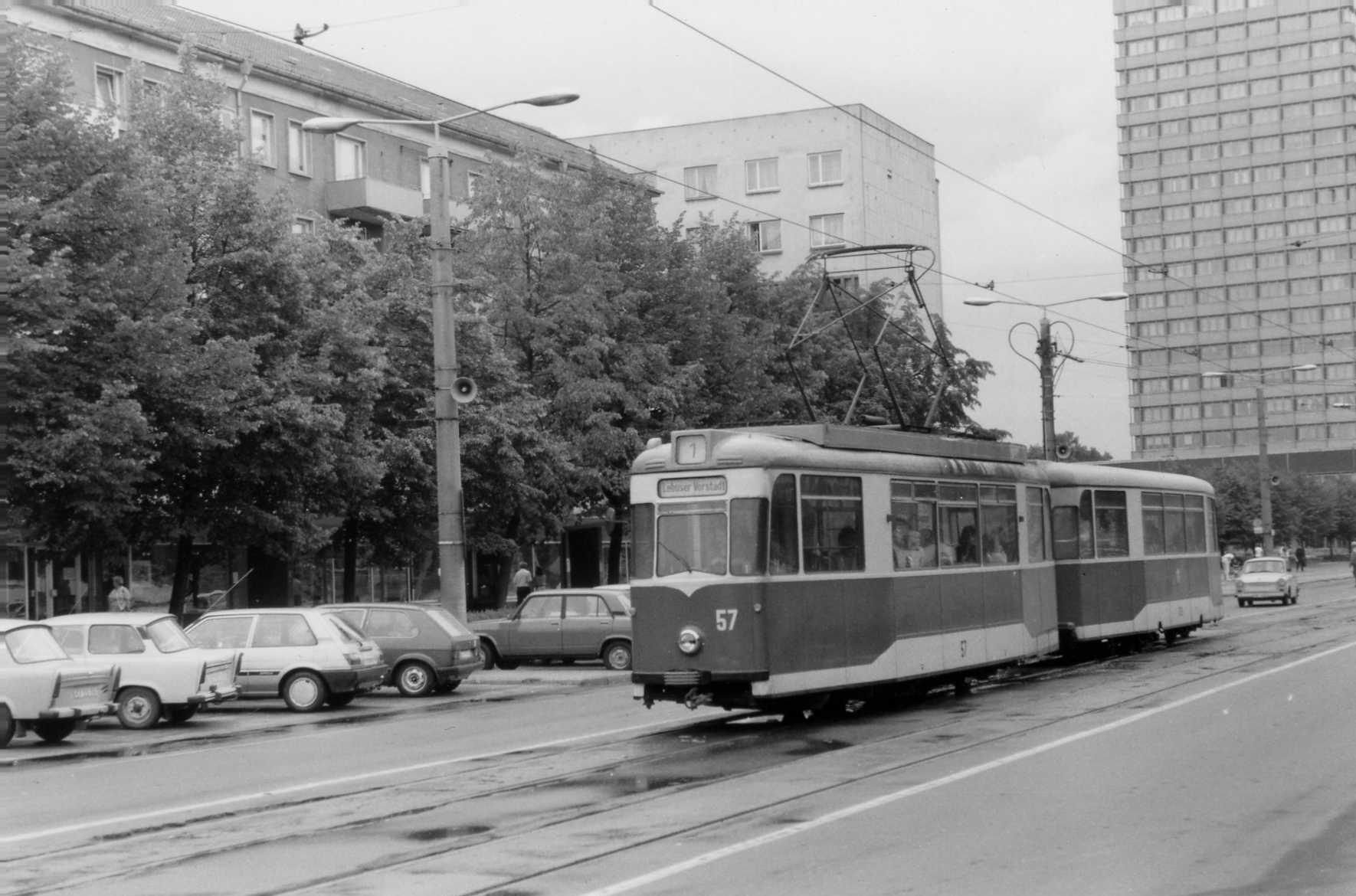
ハレ市電のT57/B57形は乗降扉が片側のみに設置されていた（フランクフルト（オーダー）市電譲渡後）

それまで製造されていた車両から大幅に設計が変更された二軸車。運転台や主電動機、パンタグラフを有する電動車がT57形、運転台や主電動機を持たず電動車に牽引される付随車がB57形である。
車体の組み立てには多くの箇所で溶接が用いられ、流線型の前面を含む設計は第二次世界大戦前にエアフルト市電へ導入された電車が基となった。先頭部の3枚窓のうち左右の窓は側面へ向けて曲がったパノラミックウィンドウを採用しており、大型窓と併せて運転台や車内からの視界が向上した。製造当初は屋根の一部や窓枠が木製であったが、後に全鋼製に改められた。
電動機としてLEW/ベルリン・ヘニンクスドルフ（Lokomotivbau Elektrotechnische Werke Henningsdorf Berlin）が製造したEM60形（60 kW）が2基搭載され、以降製造される二軸車にも標準的に用いられた。両側面の車端部に設置された乗降扉は自動ドアで、ワイパーや車内照明も含めた車両各部の電力は回転式整流器を介して供給された。
1956年にゴータ市電へ試作車が導入され、翌1957年から東ドイツ各地に導入された。各地の都市の仕様に基づいた設計変更も実施されており、エアフルト市電やハレ市電に導入された車両は扉が片側の側面のみに設置されていた。また、導入した事業者によっては以下のような独自の形式が付けられる場合もあった。
- ドレスデン市電 - ET57形（電動車）、EB57形（付随車）
- ベルリン市電 - TF59形（電動車）、BF59形（付随車）
- ライプツィヒ市電 - 64形（付随車）[13]
- 東ドイツ国鉄 - ET198形（電動車）、EB198形（付随車）

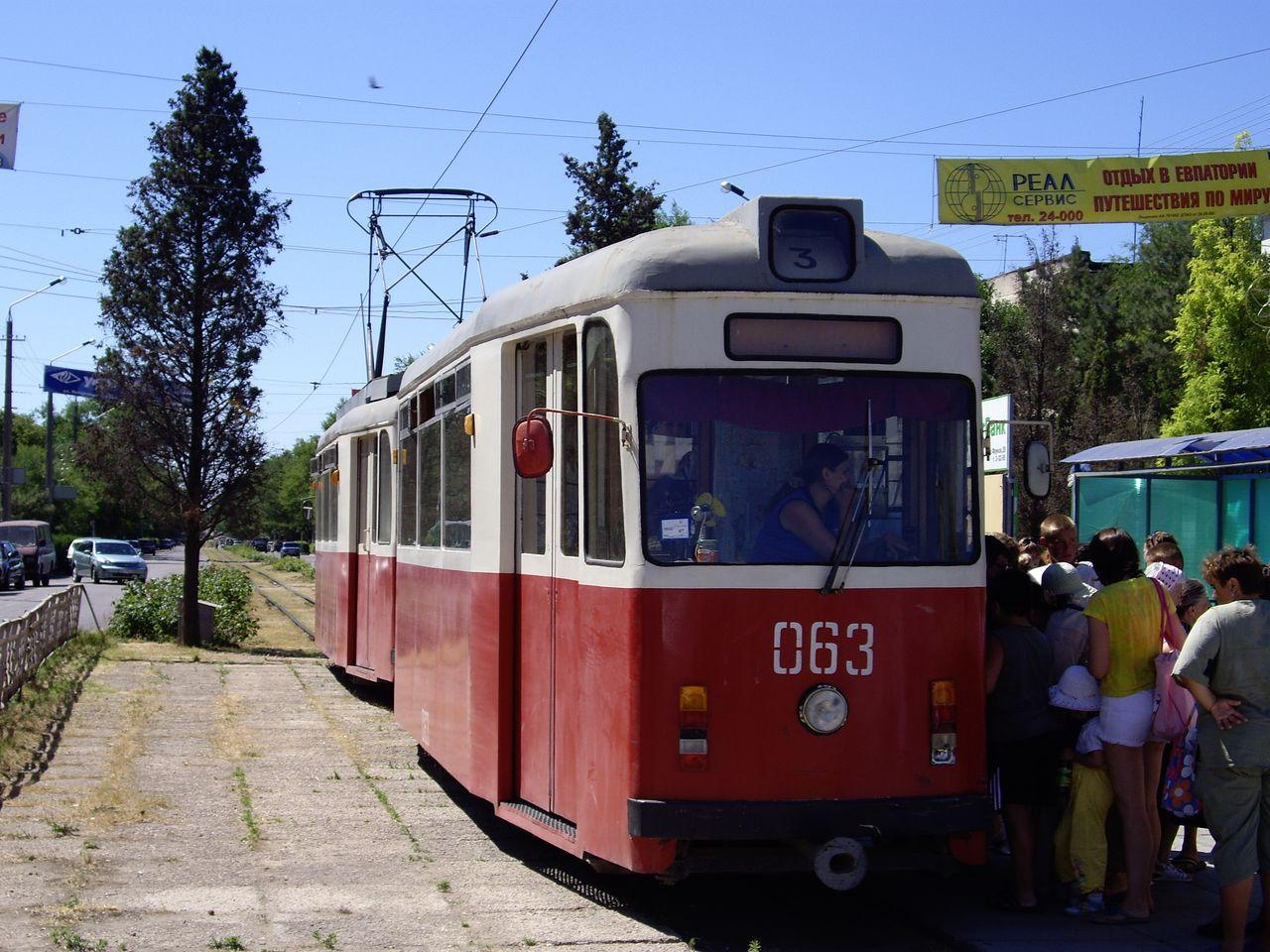
制御車に改造されたB57形 （ウクライナ：イェウパトーリヤ市電）
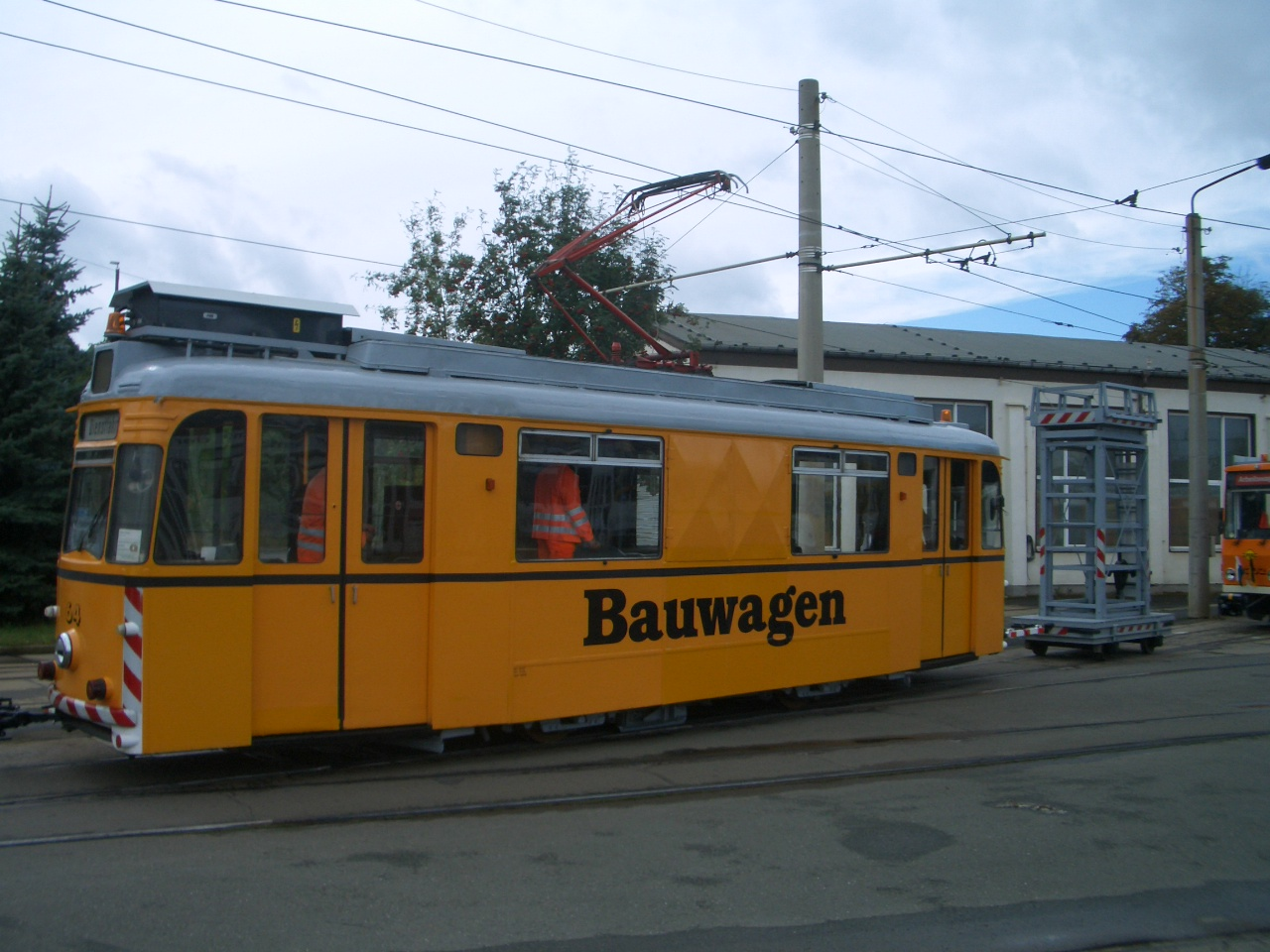
事業用車両に改造されたT57形 （ドイツ：プラウエン市電）
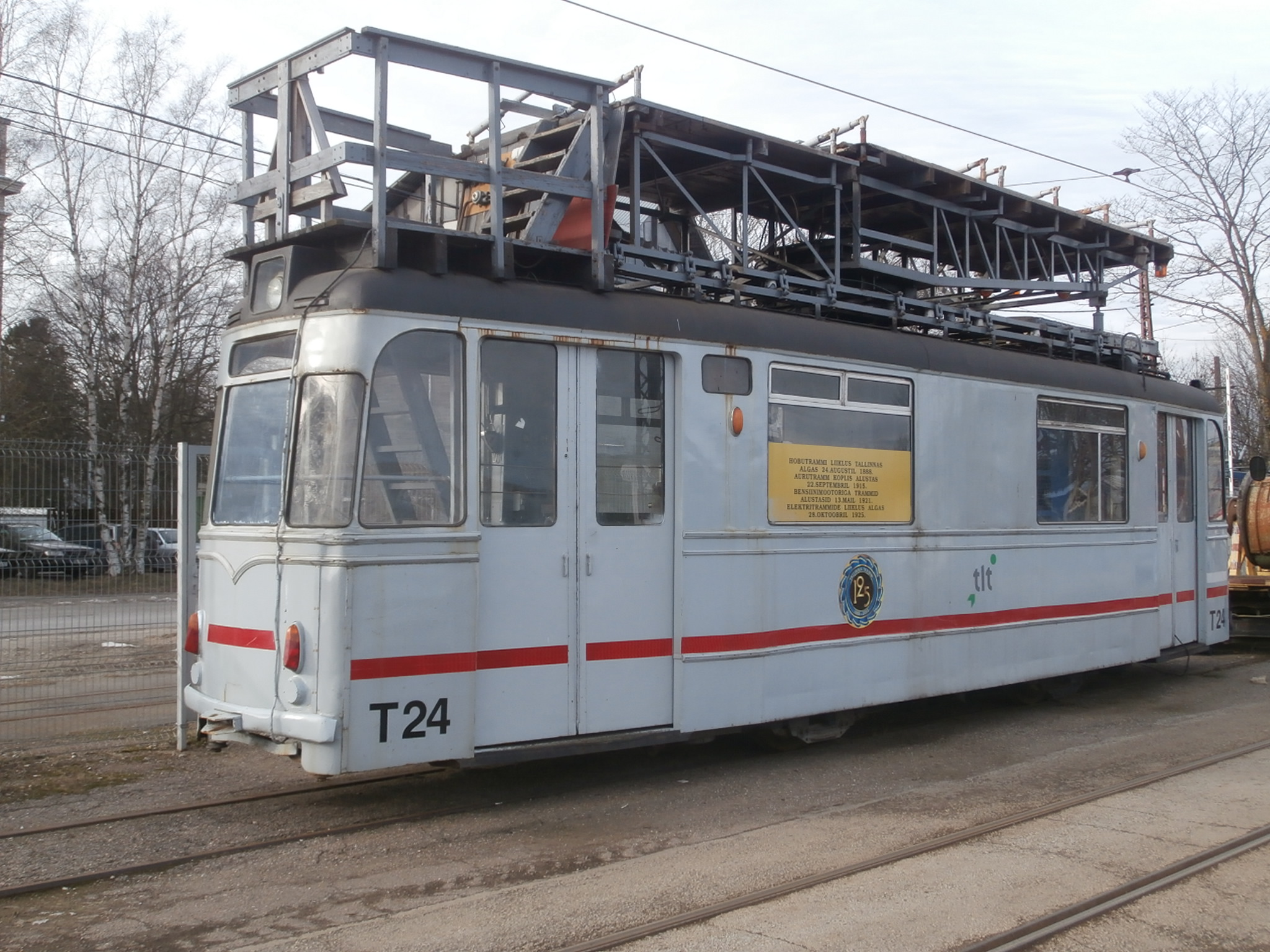
高所作業車に改造されたT57形 （エストニア・タリン市電）

| 形式         | 製造年                  | 総数                      | 車種            | 運転台数               |
| ------------ | ----------------------- | ------------------------- | --------------- | ---------------------- |
| T57 B57      | 1956-61                 | 196両（T57） 231両（B57） | 二軸車          | 両運転台 （片運転台）  |
| 全長         | 全幅                    | 全高                      | 軸距            | 重量                   |
| 10,900mm     | 2,200mm                 | 3,115mm                   | 3,200mm         | 12.9t（T57） ？（B57） |
| 営業最高速度 | 着席定員                | 立席定員                  | 出力            | 備考・参考             |
| 50km/h       | 22人（T57） 22人（B57） | 56人（T57） 74人（B57）   | 60kW×2基（T57） | [ 11 ] [ 12 ] [ 14 ]   |

### T59E/B59E形

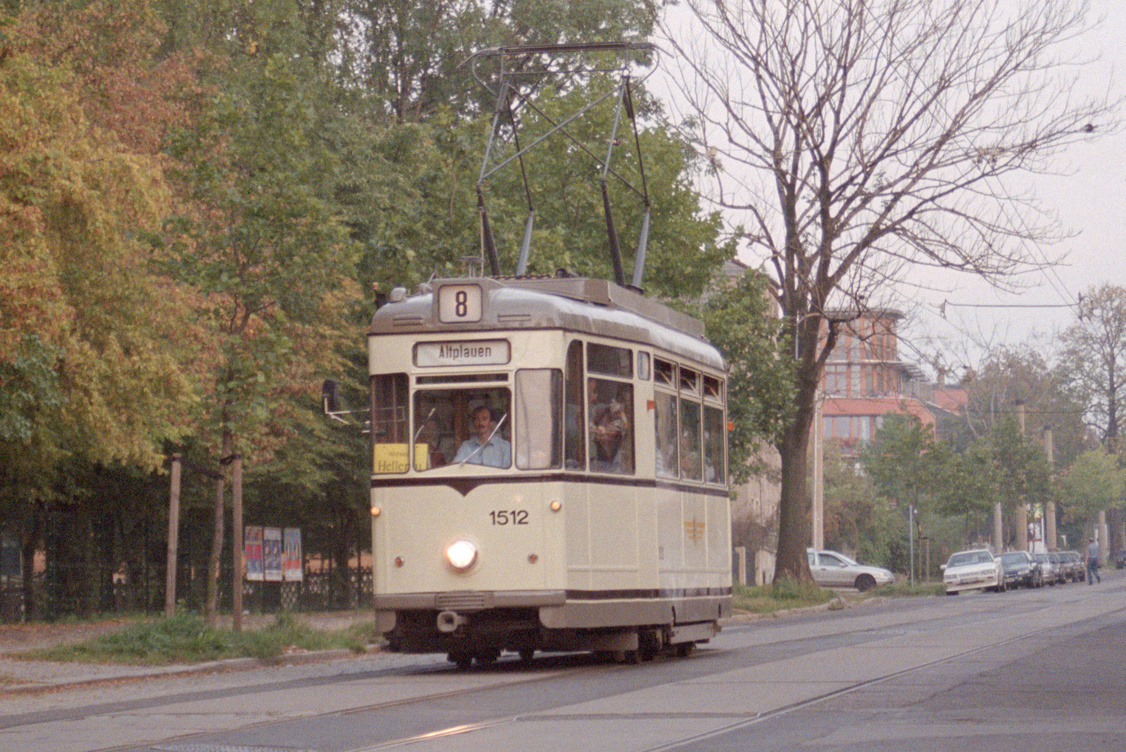
T59E形（T2-60形）
（ドイツ：ドレスデン市電）

経済相互援助会議の方針に基づき、ソビエト連邦（ソ連）向けの設計変更が実施された形式。電動車がT59E形、付随車がB59E形である。
ソ連各地で標準的に採用されている広軌（1,524 mm）に対応している他、屋根が全金属性となり、尾灯の大型化も行われた。また両運転台式であったT57/B57形と異なり運転台が片側のみに設置された片運転台式で、乗降扉も片側にのみ設置されていた。
1959年から1960年にT59E形が195両、B59E形が230両製造され、ソ連に加えてベルリン、ライプツィヒなど東ドイツ各地の都市にも導入された。これらの車両は1960年に製造されたため、T2-60/B2-60形とも呼ばれていた他、ライプツィヒ市電に導入されたT2-60形は31形（Typ 31）と言う形式名が付けられていた。

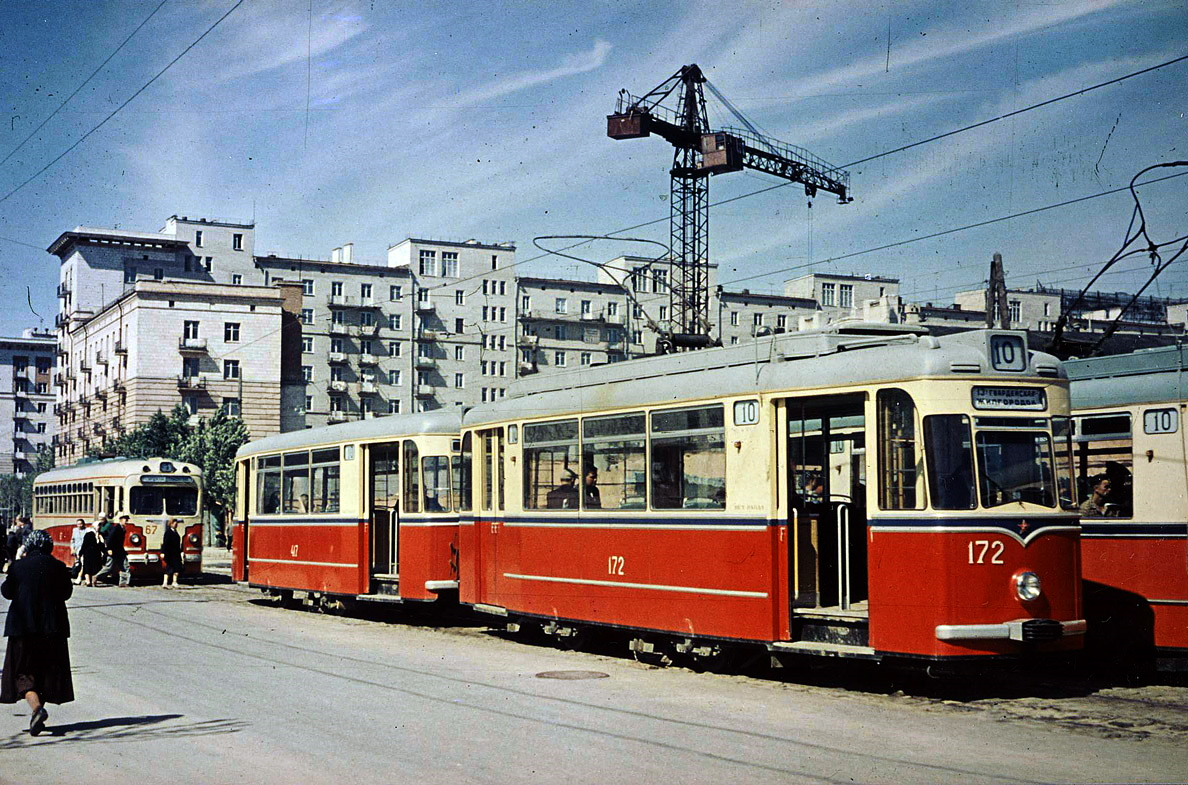
T59E形＋B59E形 （ソ連：ヴォルゴグラード市電）
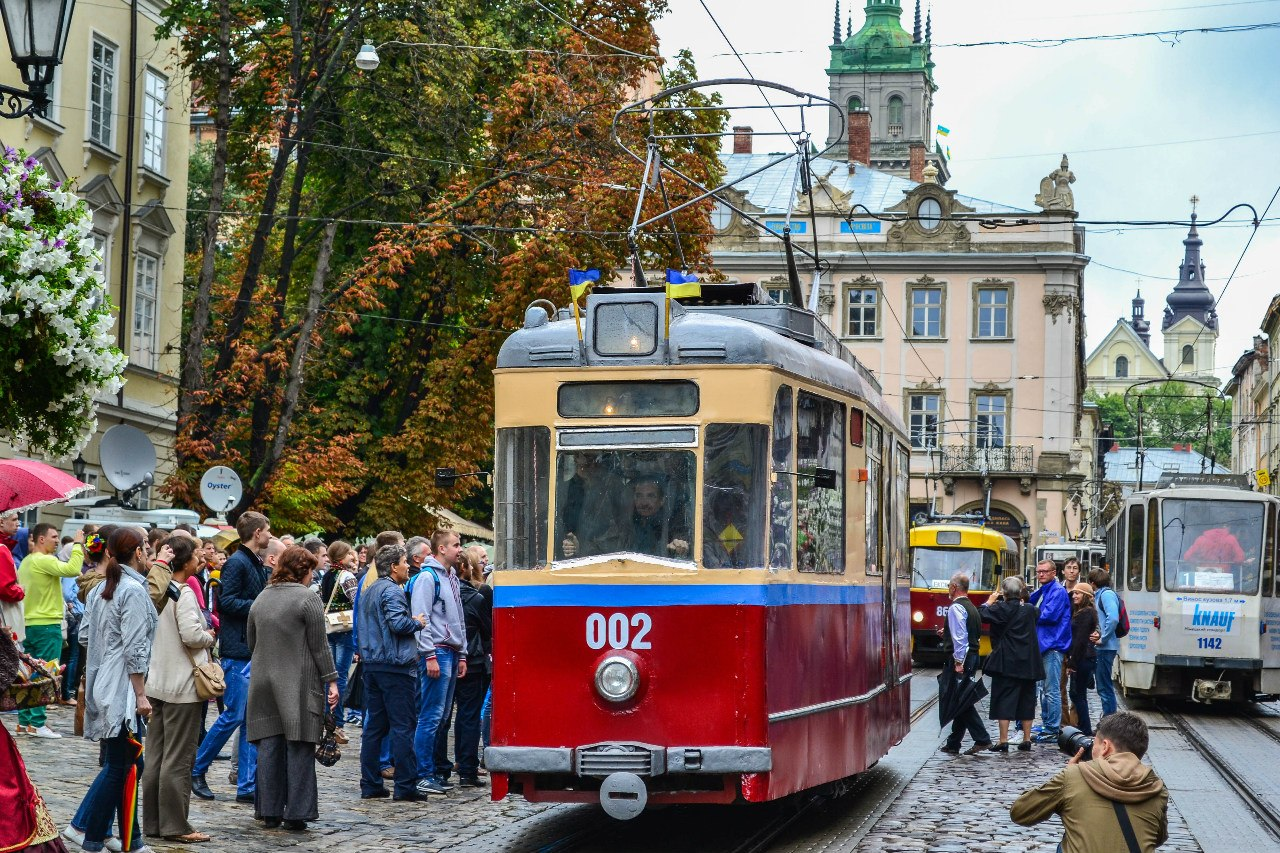
動態保存されているT59E形 （ウクライナ：リヴィウ市電）
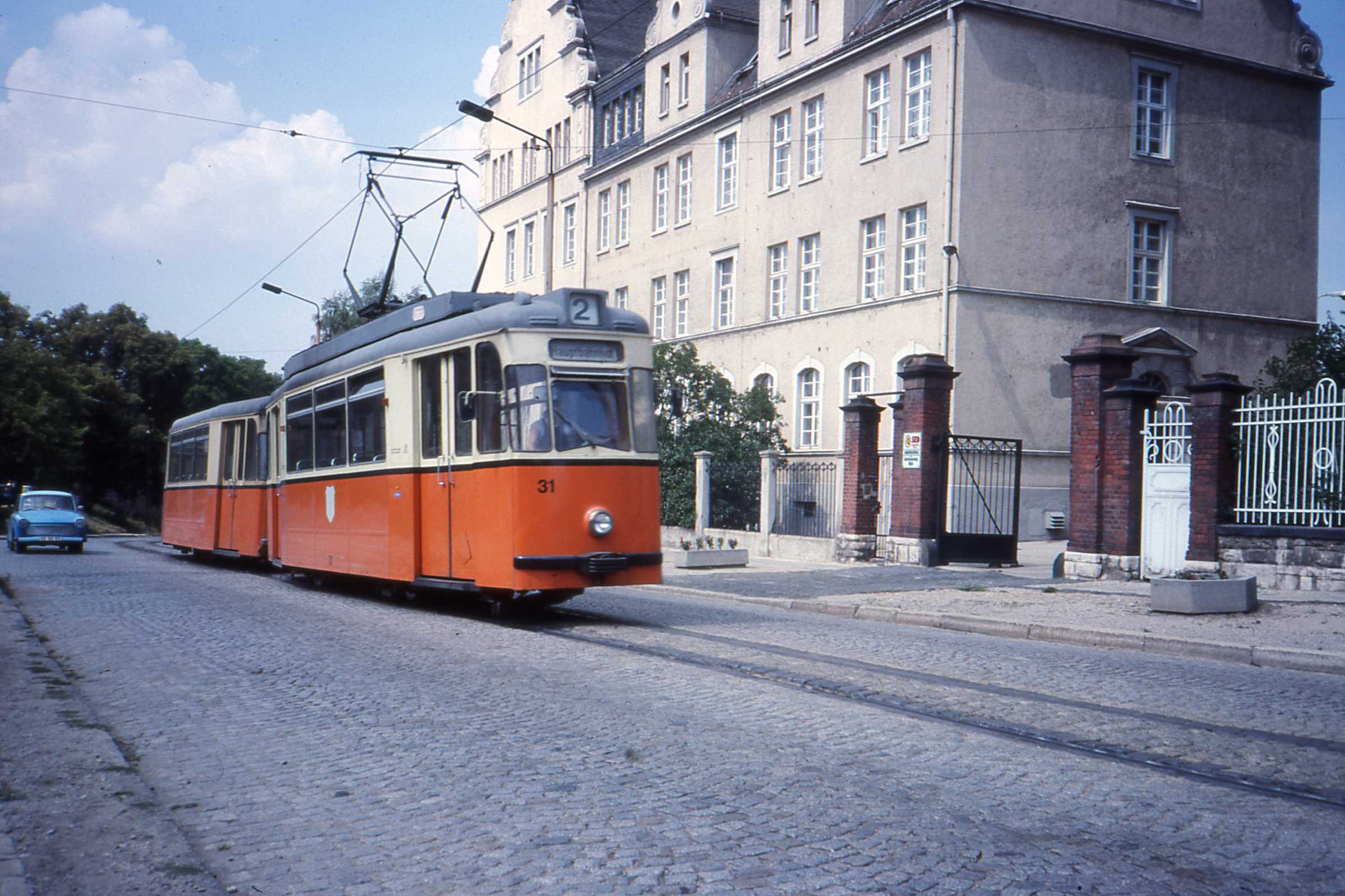
T59E形 （ドイツ：ナウムブルク市電）
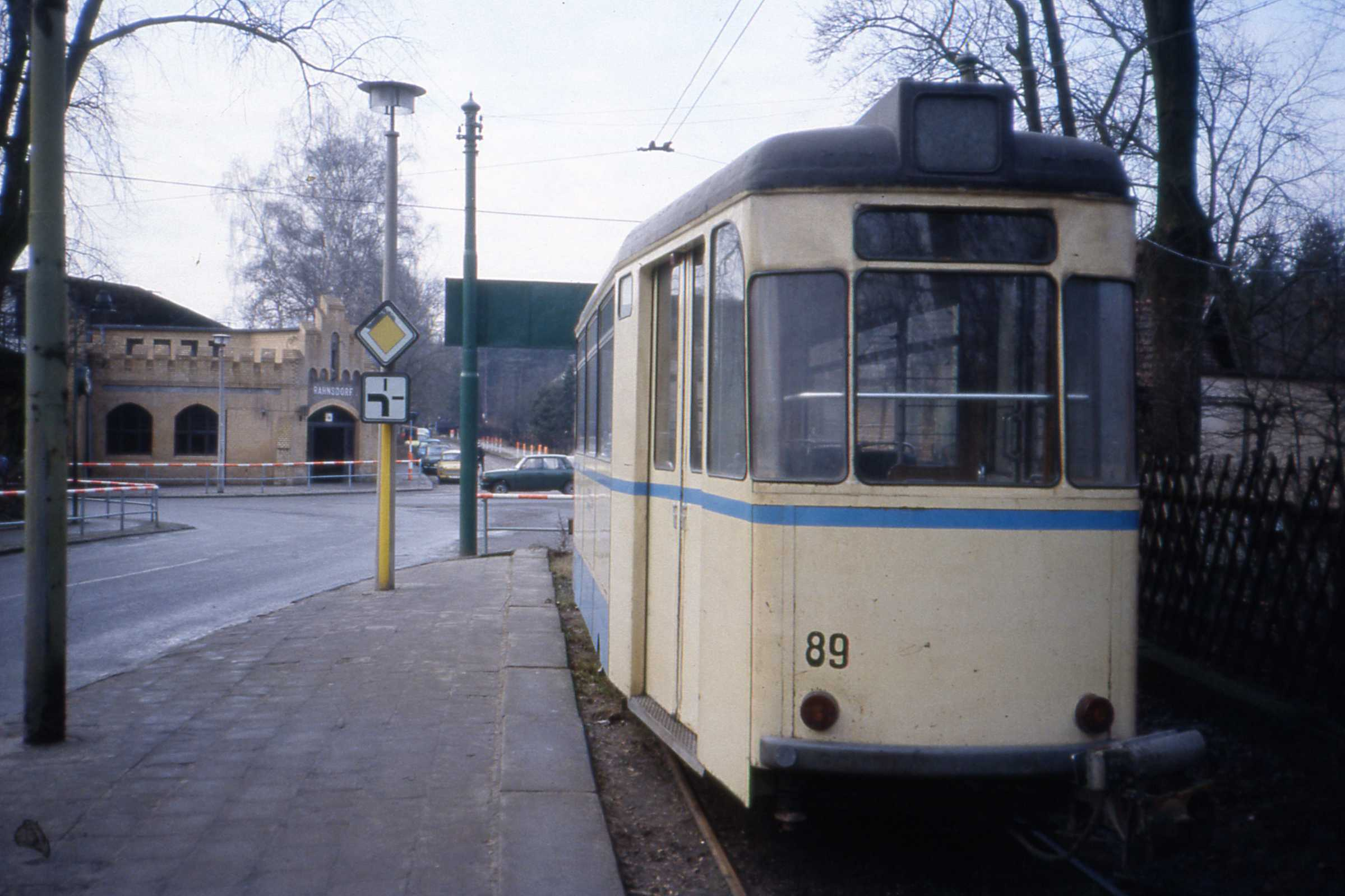
B59E形（B2-60形） （ドイツ：ヴォルタースドルフ軌道）

### T2-61/B2-61形・T2-62/B2-62形

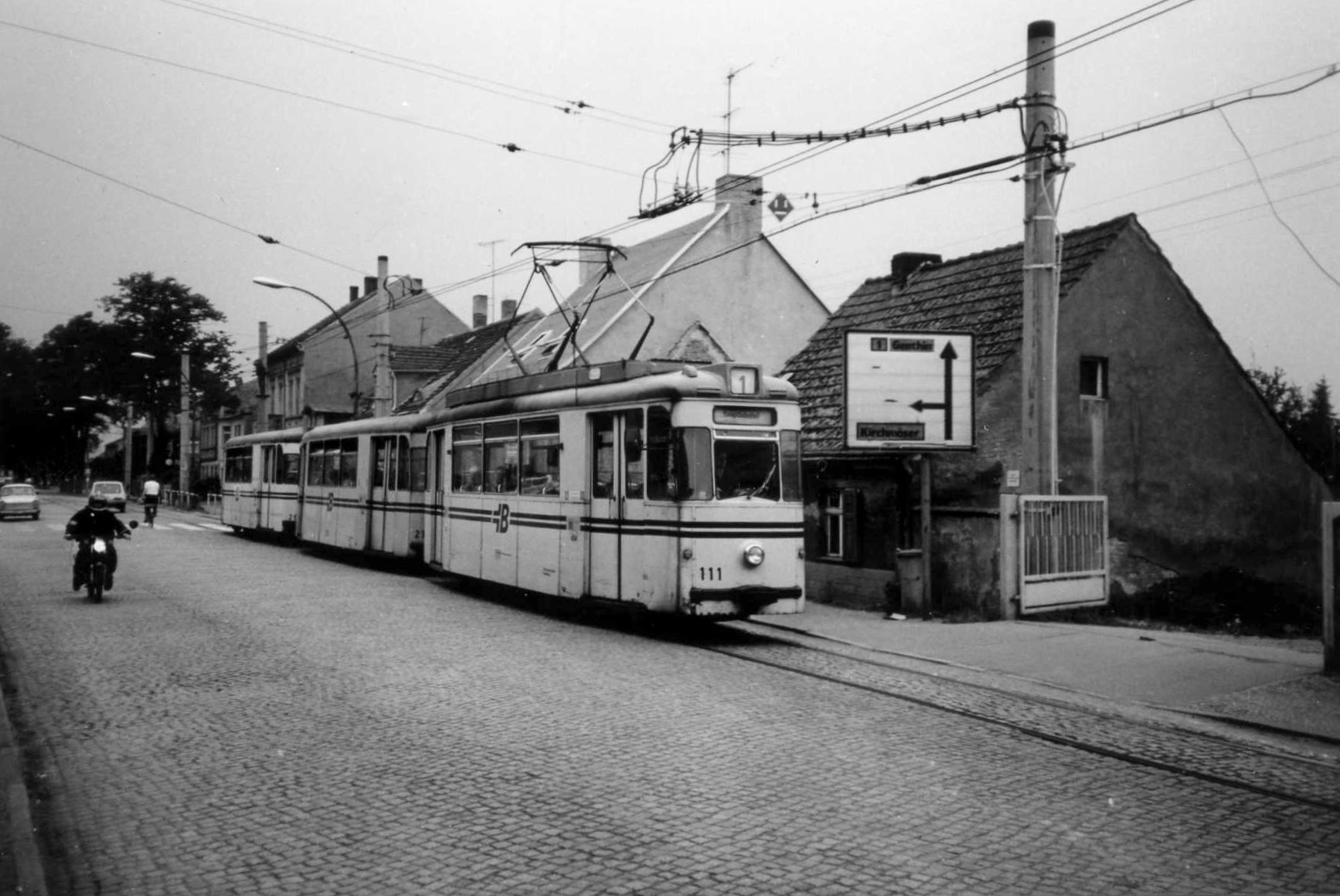
T2-61形（先頭）
（ドイツ・ブランデンブルク市電）

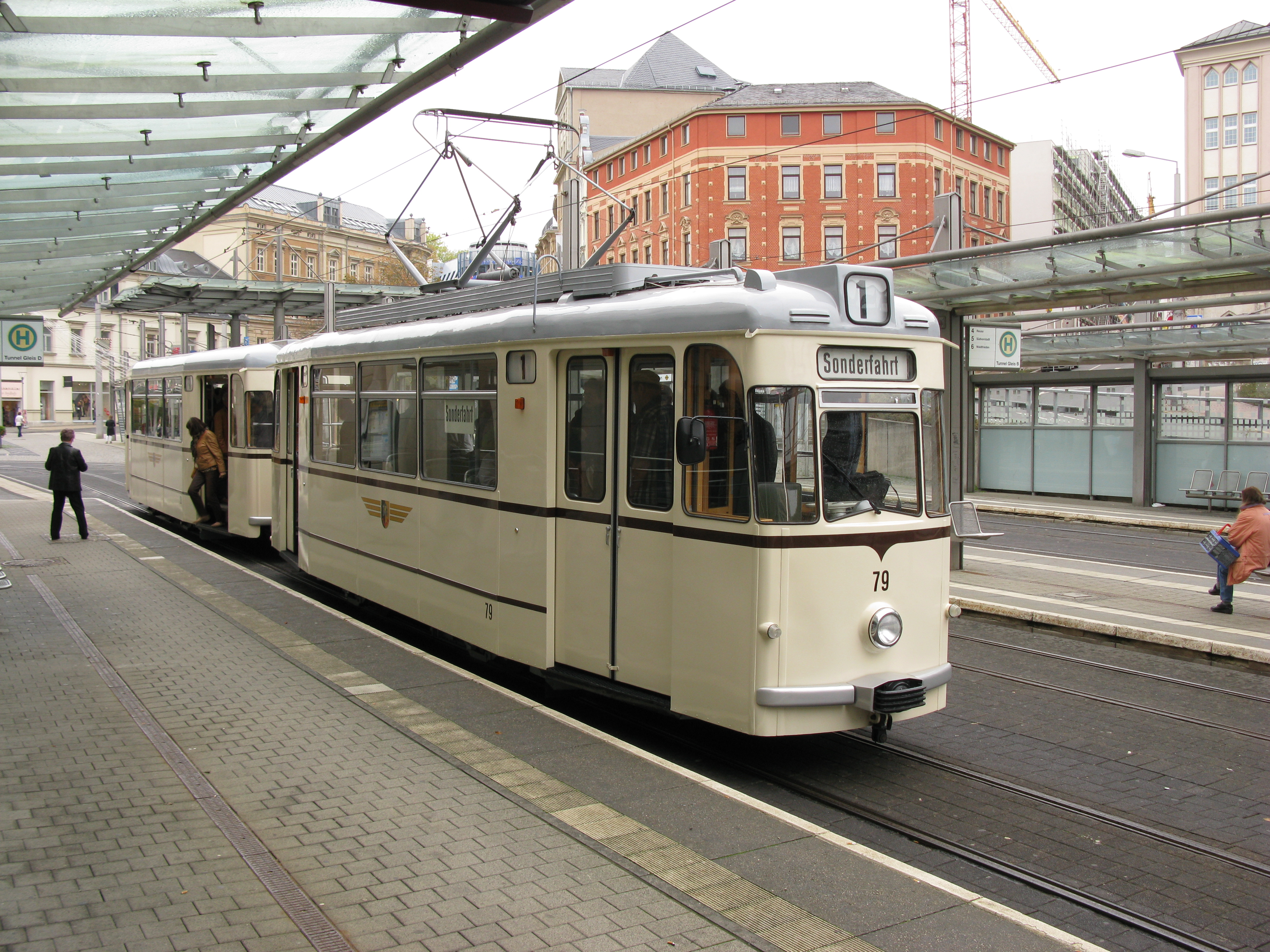
T2-62形+B2-62形
（ドイツ・プラウエン市電）

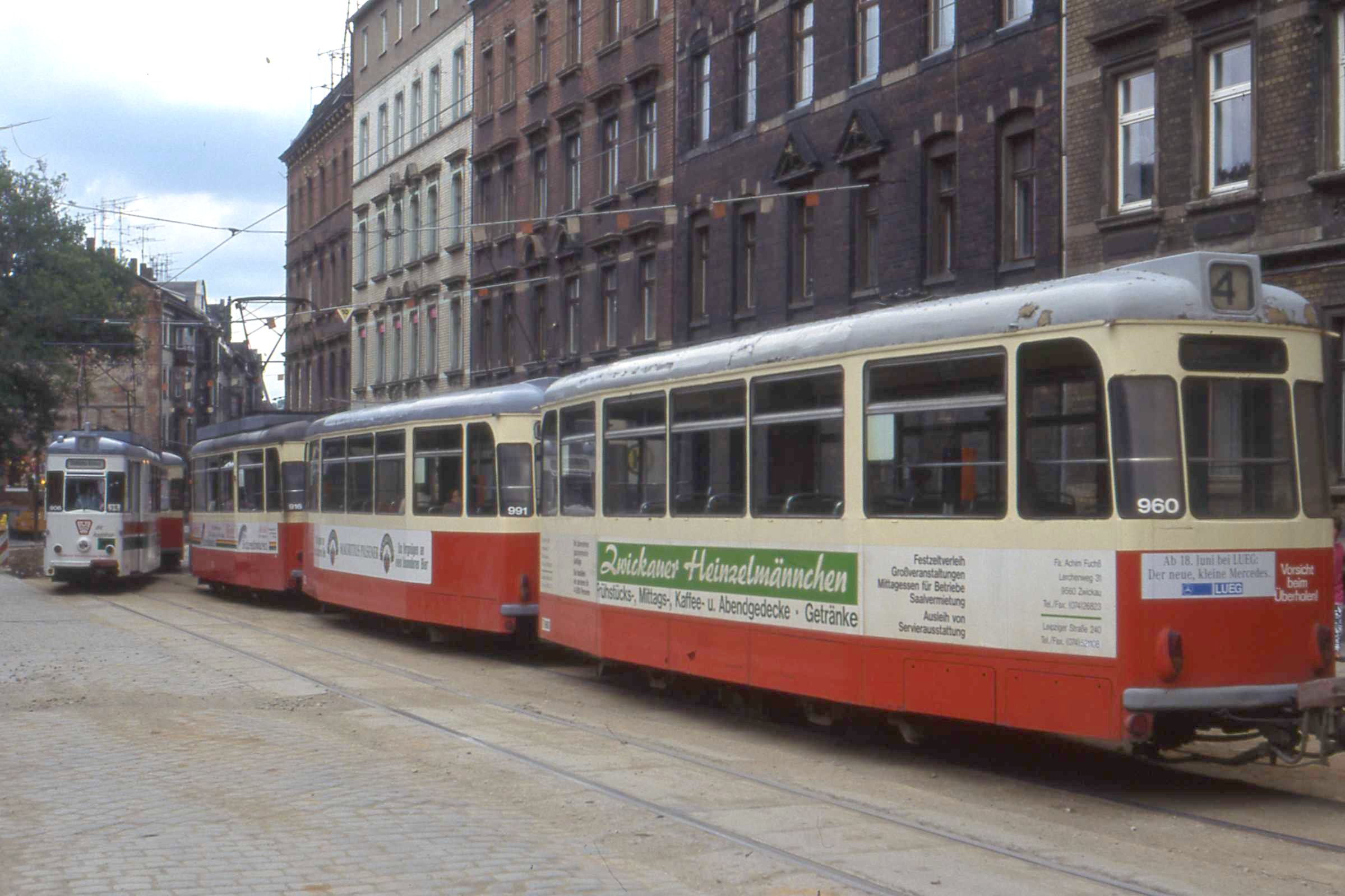
車体の片側には扉がない（T2-62形+B2-62形+B2-62形）
（ドイツ・ツヴィッカウ市電）

1961年から1962年にかけて製造されたT2-61形（電動車）・B2-61形（付随車）は、それまでの車両から運転台の面積が拡大し、全長も11,620 mmに延長した。続くT2-62形（電動車）・B2-62形（付随車）は車体は同型ながらも機器が刷新され、運転台のハンドルを自動車と同様のホイール式に変更した他、制動をそれまでの直接式から電磁接触器を介した方法に変更され、通常のブレーキに加え緊急時の非常停止装置が搭載された。また歯車比が5.41と変更され、より高い駆動速度が実現した。ただしこれらの変更に伴いT2-62/B2-62形は一部を除き従来の車両との混結が不可能となった。
T2-62/B2-62形は1962年から1969年にかけて製造された一方、1966年からは経済相互援助会議の方針に基づきČKDタトラ製の同型車であるT2D・B2Dの生産が1971年まで行われた。
| 形式                    | 製造年                                          | 総数                                                      | 車種                      | 運転台数                                     |
| ----------------------- | ----------------------------------------------- | --------------------------------------------------------- | ------------------------- | -------------------------------------------- |
| T2-61 B2-61 T2-62 B2-62 | 1961-62（T2-61、B2-61） 1962-69（T2-62、B2-62） | 29両（T2-61） 50両（B2-61） 225両（T2-62） 484両（B2-62） | 二軸車                    | 片運転台                                     |
| 全長                    | 全幅                                            | 全高                                                      | 軸距                      | 重量                                         |
| 11,620mm                | 2,200mm                                         | 3,115mm                                                   | 3,200mm                   | 12.5t （T2-61、T2-62） 8.0t （B2-61、B2-62） |
| 営業最高速度            | 着席定員                                        | 立席定員                                                  | 出力                      | 備考・参考                                   |
| 50km/h                  | 22人 （T2-61、T2-62） 24人 （B2-61、B2-62）     | 60人 （T2-61、T2-62） 66人 （B2-61、B2-62）               | 60kW×2基 （T2-61、T2-62） | [ 14 ] [ 17 ] [ 18 ]                         |

## ボギー車

### T4-62/B4-61形

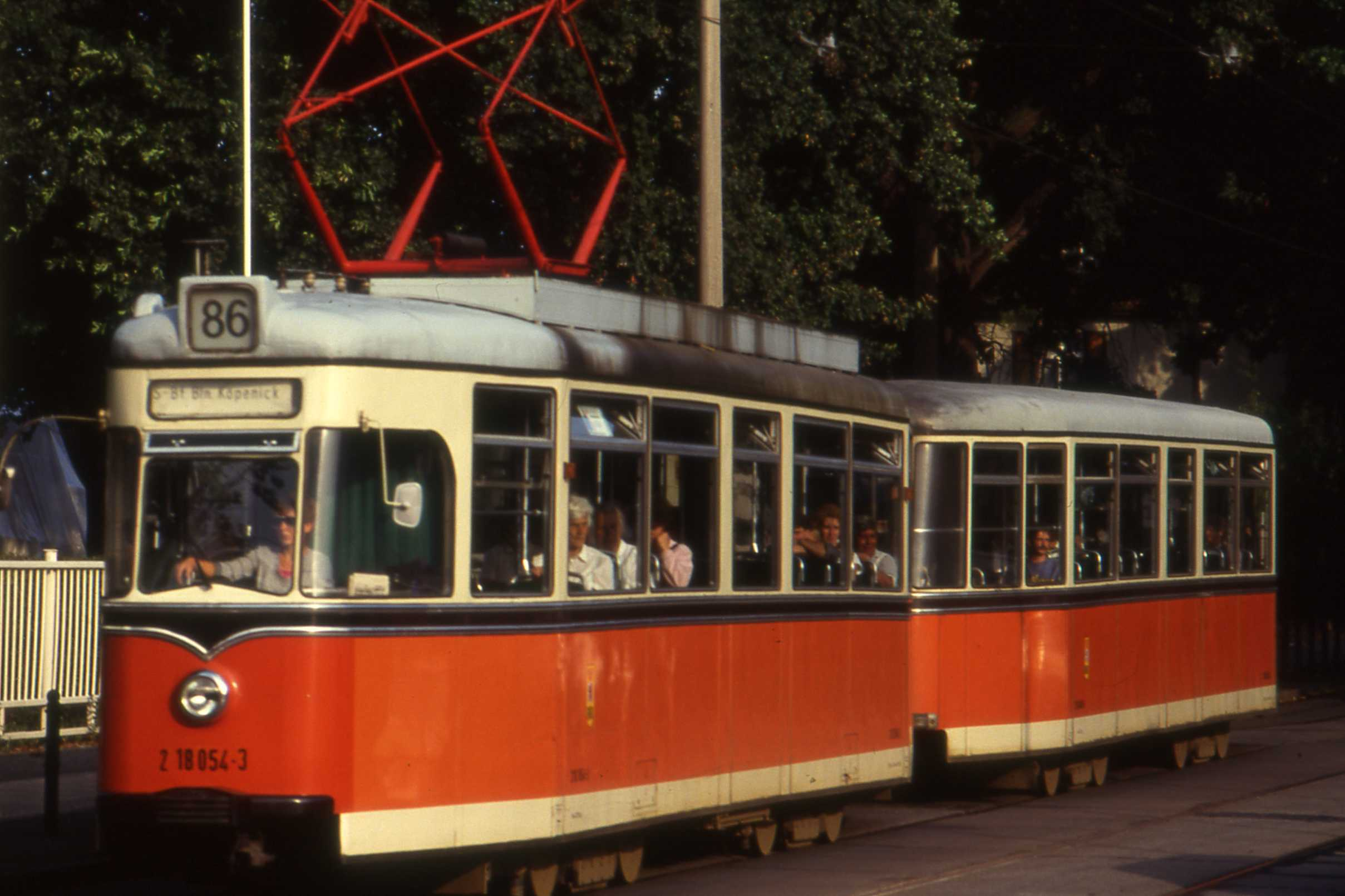
T4-62形+B4-61形
（ドイツ・ベルリン市電）

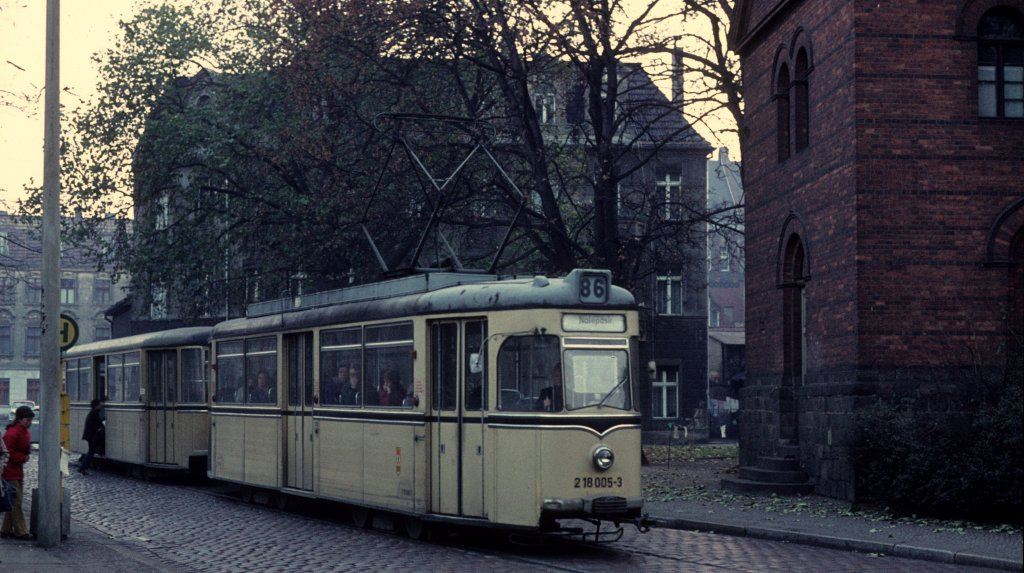
乗降扉は片側にのみ設置されていた
（ドイツ・ベルリン市電）

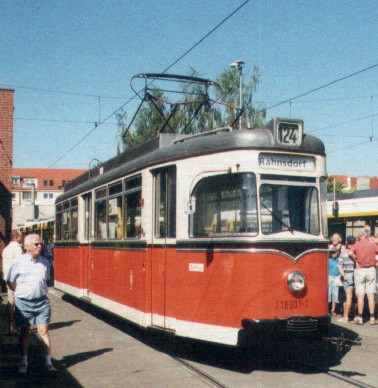
試作車のTDE58
（ドイツ・ベルリン市電）

東ドイツ各地の都市に導入されたボギー車。元はアメンドルフ車両工場（VEB Waggonbau Ammendorf）で計画されていたもので、東ドイツ政府の方針によりゴータ車両製造で生産される事となった。全長は14.1 mで、片運転台式の車体には3箇所に折り畳み式の乗降扉が2基ずつ設置されていた。主電動機を始めとする主要機器は運転台のスイッチから操作する事が可能であった。
1958年に試作車（TDE 58）が製造された後、1961年から付随車のB4-61形、翌1962年から電動車のT4-62形の生産が始まった。ベルリン市電へ集中的に投入された他、ドレスデン市電やマクデブルク市電に導入され、1964年までにT4-62形が66両、B4-61形が122両生産された。
ゴータ車両製造ではこれらの車両を基にした連接車の設計も行なっていたが、車両の製造がČKDタトラへ移行した事により実現しなかった。
| 形式         | 製造年                            | 総数                         | 車種              | 運転台数                      |
| ------------ | --------------------------------- | ---------------------------- | ----------------- | ----------------------------- |
| T4-62 B4-61  | 1962-64（T4-62） 1961-64（B4-61） | 66両（T4-62） 122両（B4-61） | ボギー車          | 片運転台                      |
| 全長         | 全幅                              | 全高                         | 台車間距離        | 重量                          |
| 14,100mm     | 2,200mm                           | 3,065mm                      | 5,500mm           | 18.0t（T4-62） 12.0t（B4-61） |
| 営業最高速度 | 着席定員                          | 立席定員                     | 出力              | 備考・参考                    |
| 50km/h       | 25人（T4-62） 28人（B4-61）       | 88人（T4-62） 97人（B4-61）  | 55kW×4基（T4-62） | [ 14 ] [ 20 ] [ 21 ]          |

## 連接車

### G4-61形

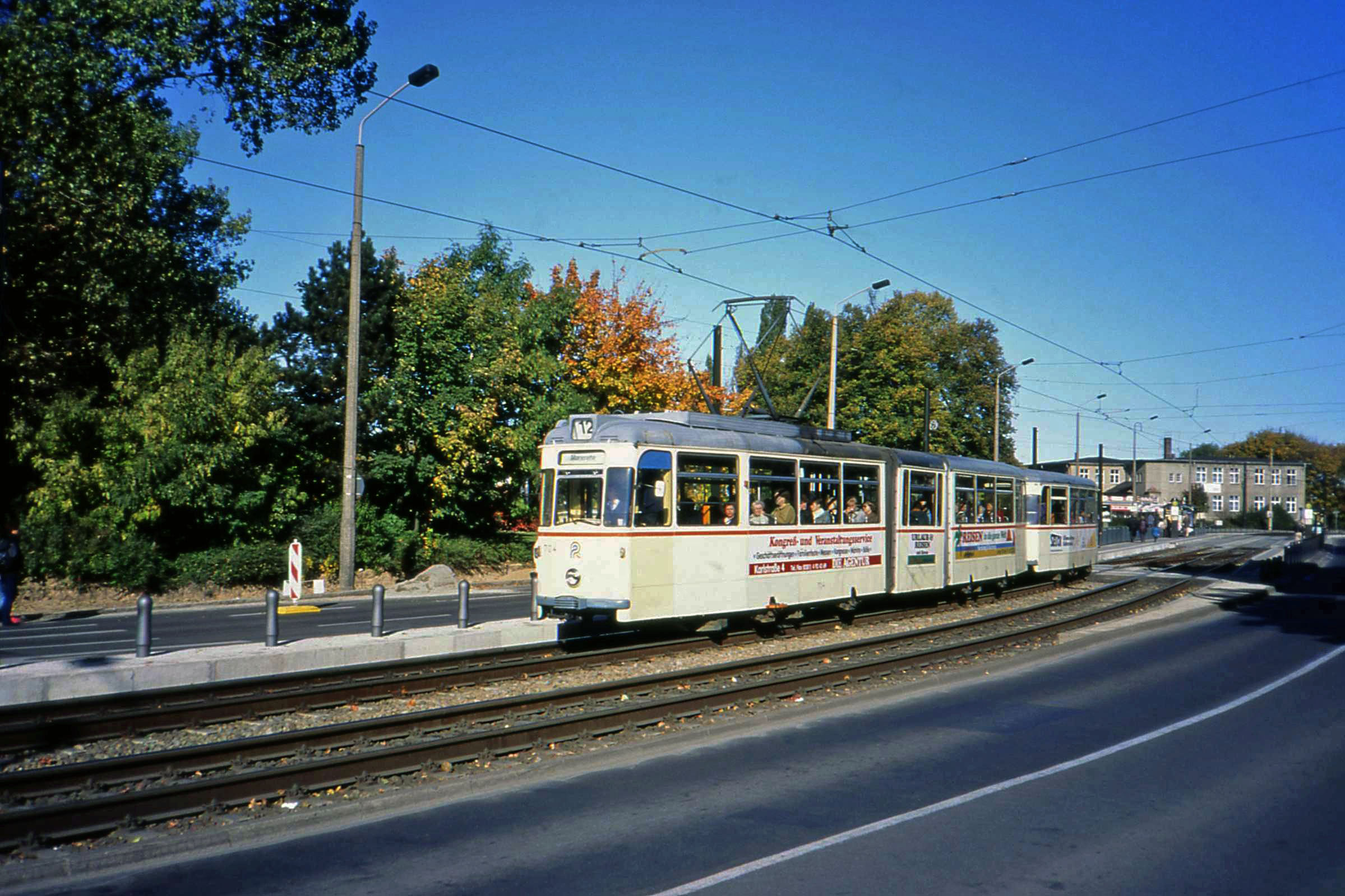
G4-61形
（ドイツ：ロストック市電）

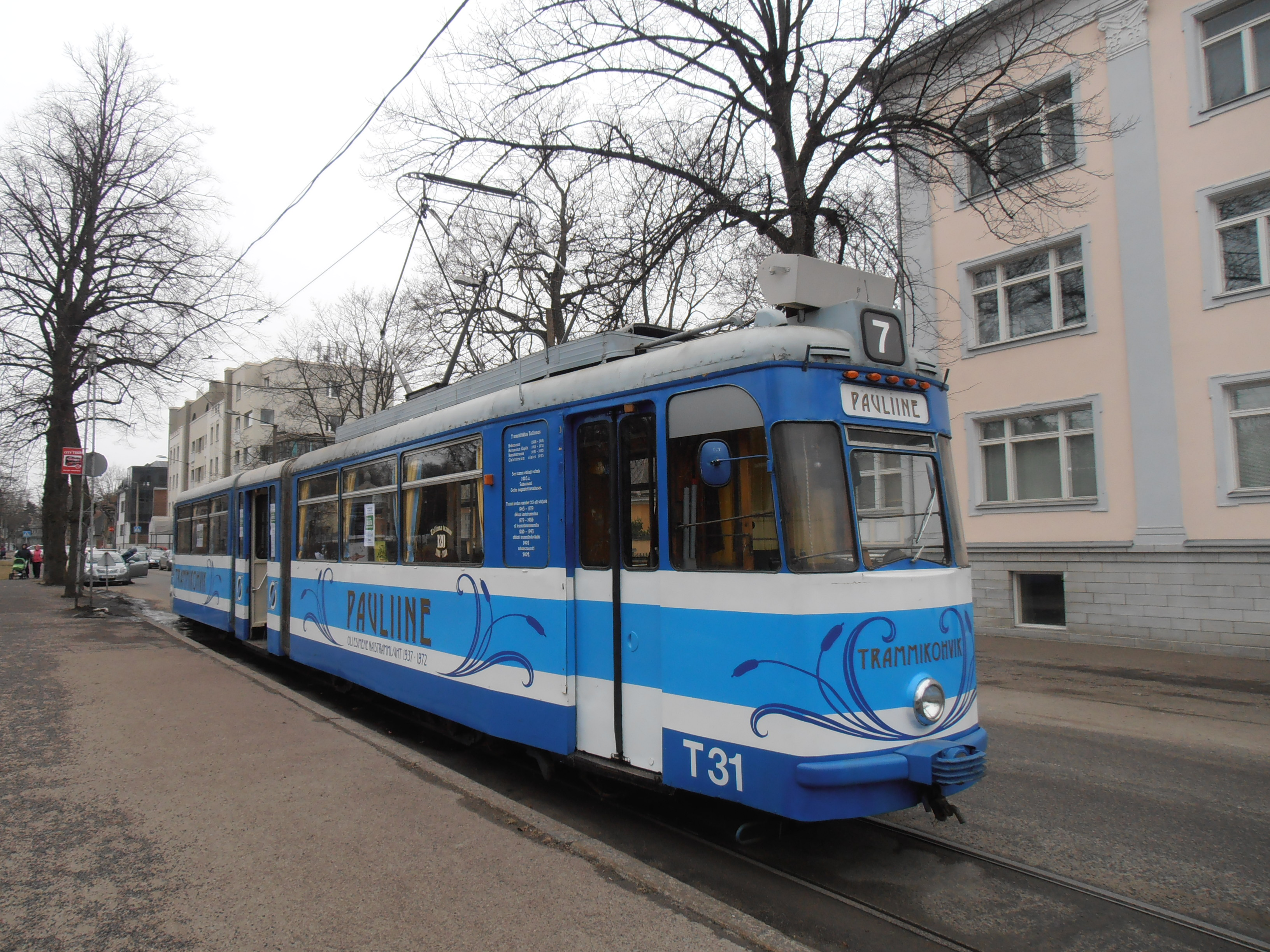
東ドイツ国外へ輸出された車両
（エストニア：タリン市電）

輸送力の増強や乗務員数減少による省力化を目的に、2軸車の間に両開き式折り畳み扉を備えた小型のフローティング車体を挟む3車体連接編成を組んだ形式。エアフルト市電（1959年）やドレスデン市電（1960年）に1両ずつ導入された試作車を経て、1961年から1967年の間に試作車を含め119両が製造され、東ドイツのみならずソ連（現：エストニア）のタリン（タリン市電）など国外へも輸出された。2016年現在、ドイツ国内ではロストック市電で使用されていた車両が動態保存されている。
| 形式         | 製造年   | 総数     | 車種        | 運転台数             |
| ------------ | -------- | -------- | ----------- | -------------------- |
| G4-61        | 1959-67  | 119両    | 3車体連接車 | 片運転台             |
| 全長         | 全幅     | 全高     | 軸距        | 重量                 |
| 21,658mm     | 2,200mm  | 3,115mm  | 3,200mm     | 22.0t                |
| 営業最高速度 | 着席定員 | 立席定員 | 出力        | 備考・参考           |
| 50km/h       | 35人     | 51人     | 60kW×2基    | [ 14 ] [ 23 ] [ 26 ] |

### G4-65形

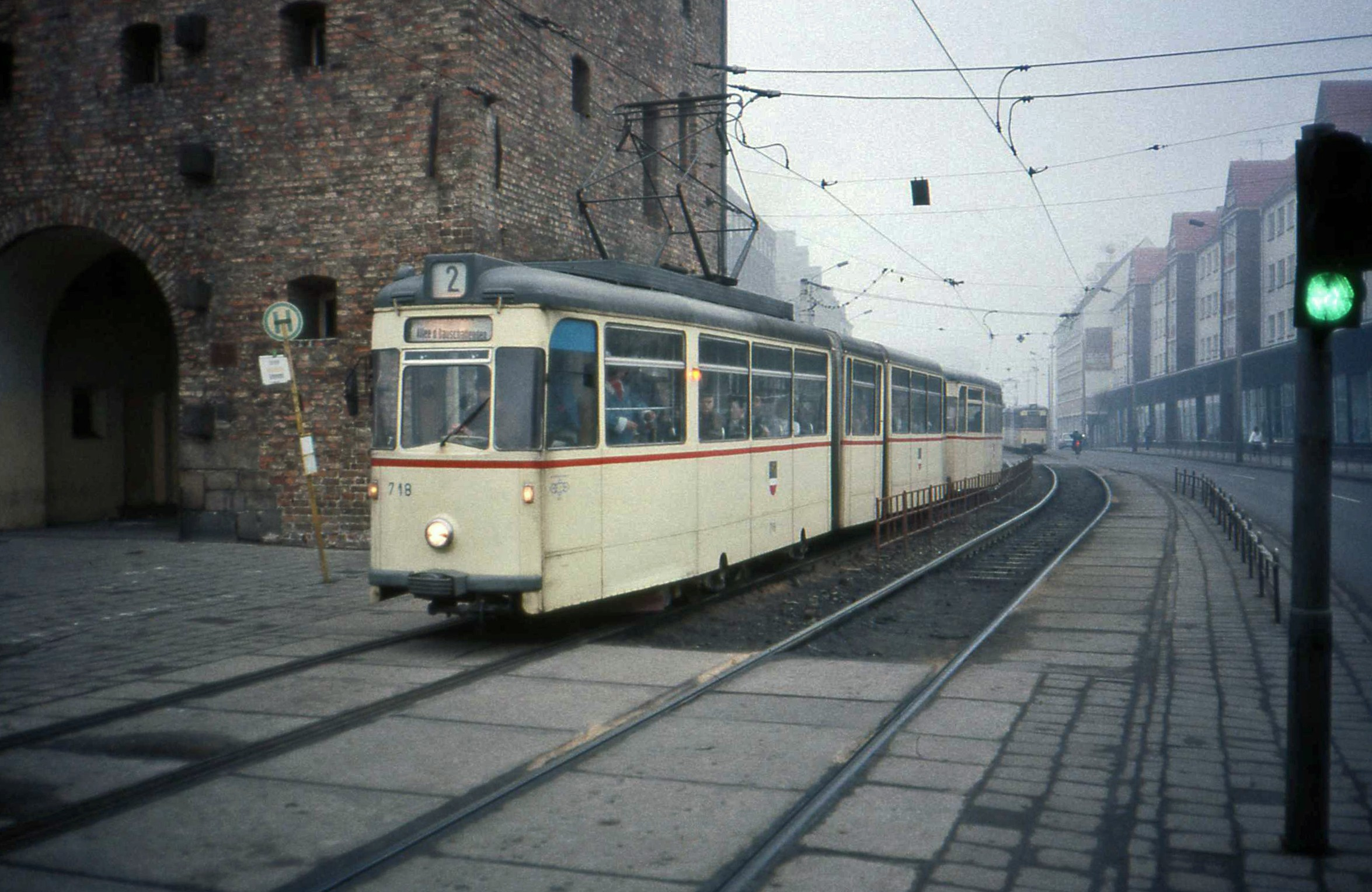
G4-65形
（ドイツ：ロストック市電）

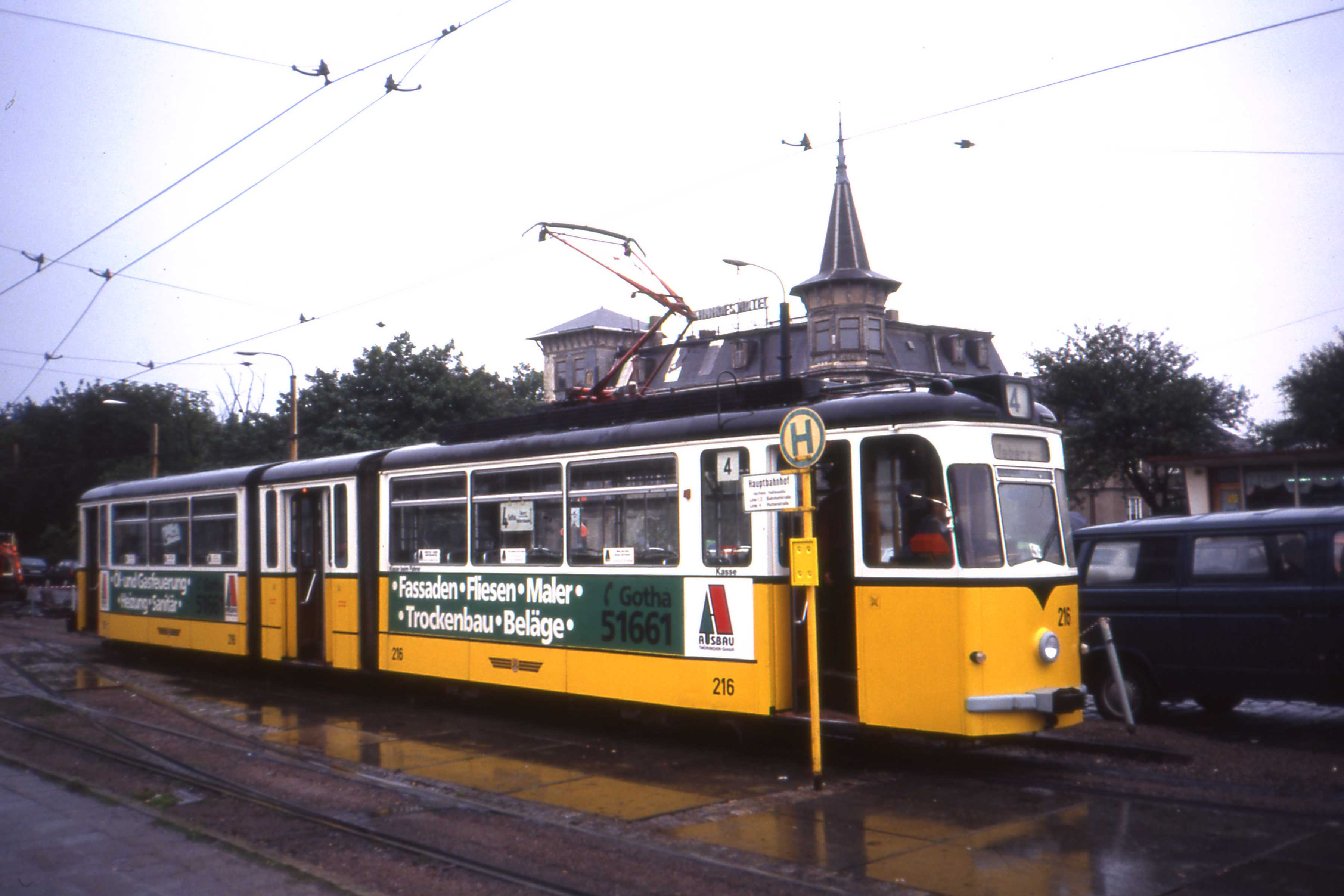
乗降扉は片側のみに設置されていた（ドイツ：ゴータ市電）

1965年から製造された、フローティング車体を中間に挟んだ3車体連接車。基本的な構造はG4-61形と同様だが車輪の直径が760 mmから785 mmに拡大した。東ドイツ各地の路面電車や電化鉄道へ向けて導入され、1967年に製造されたポツダム市電向けに製造された車両はゴータ車両製造が生産した最後の電動車であった。

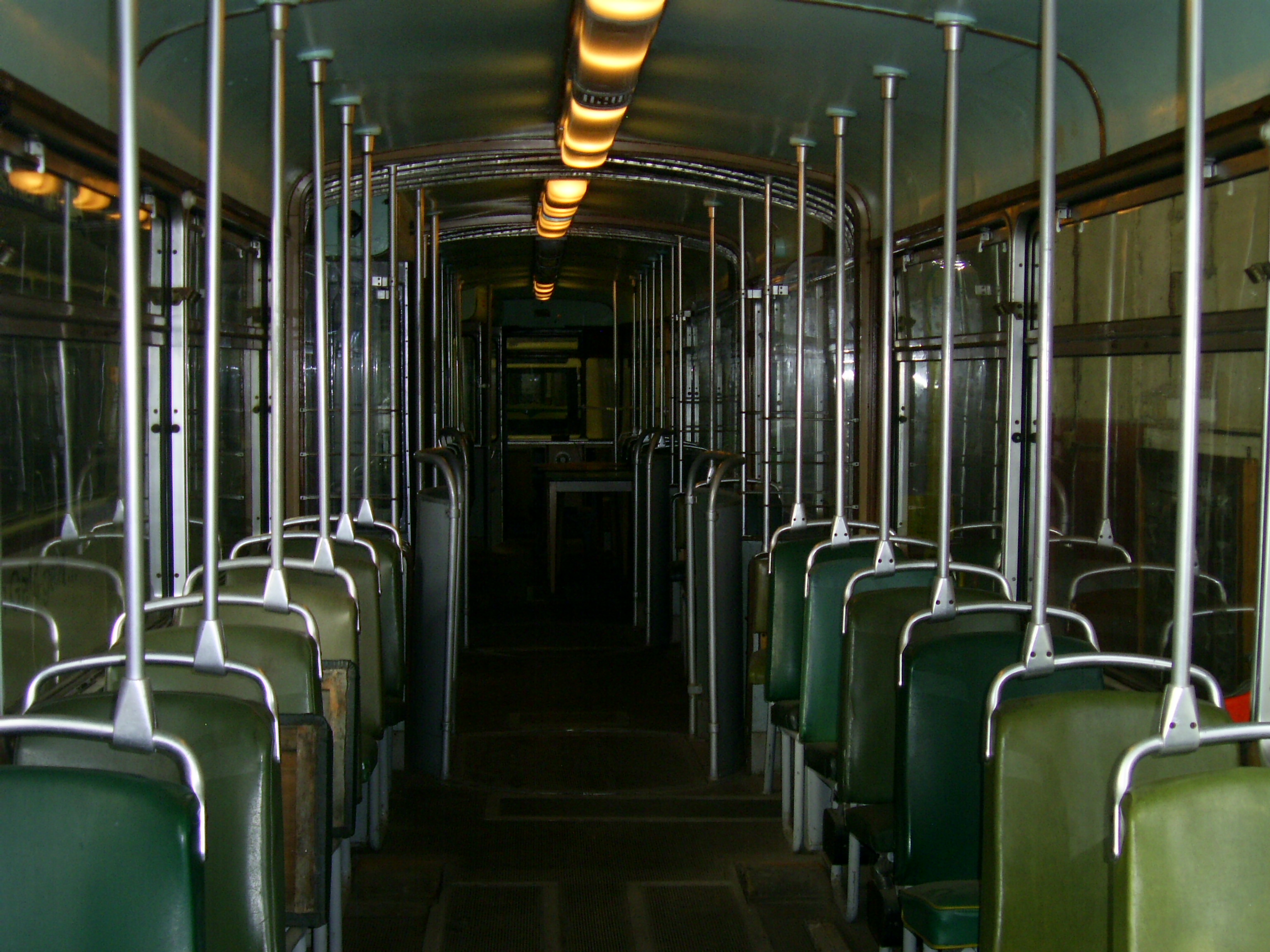
車内
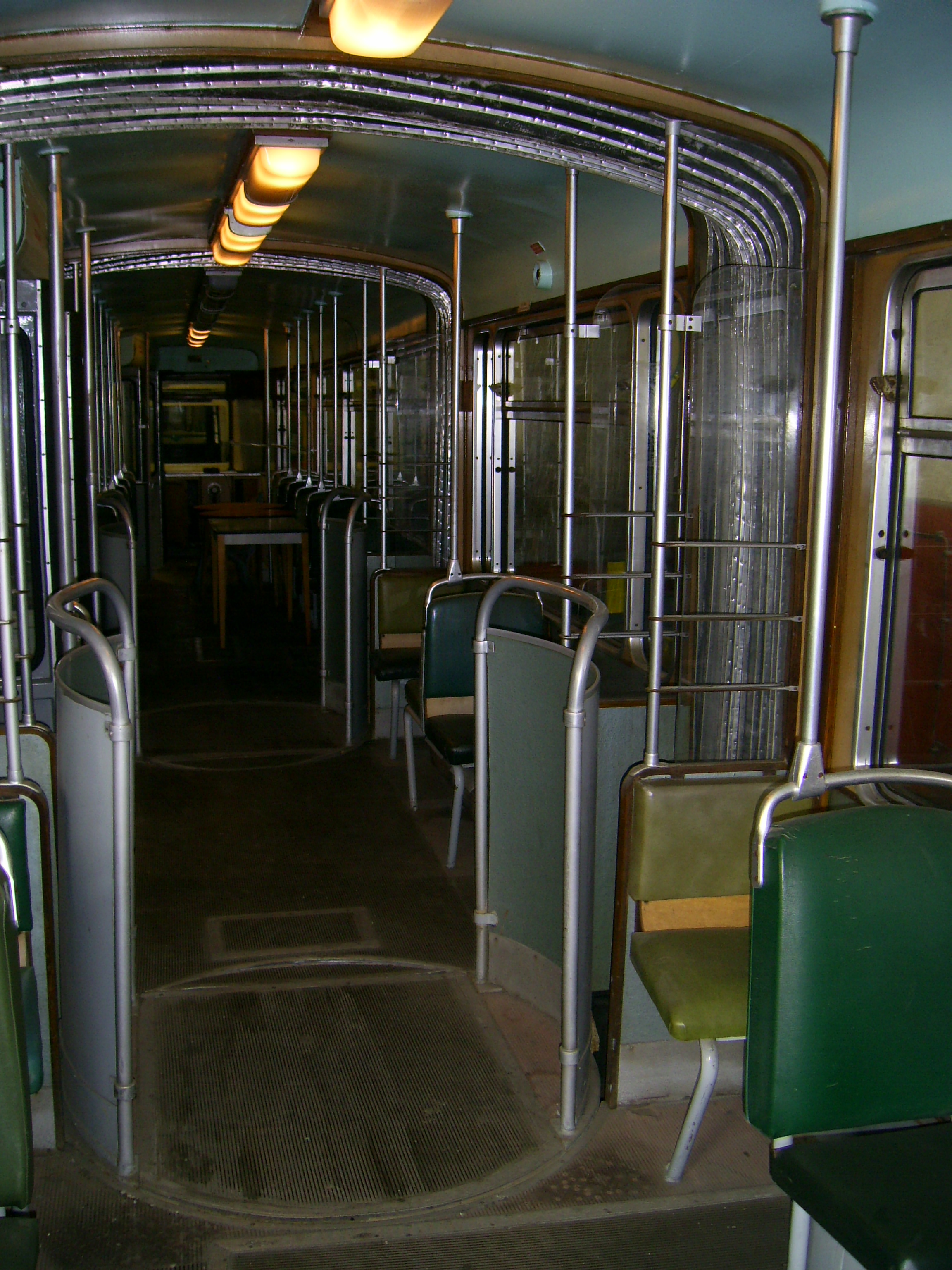
車内（中間車体）
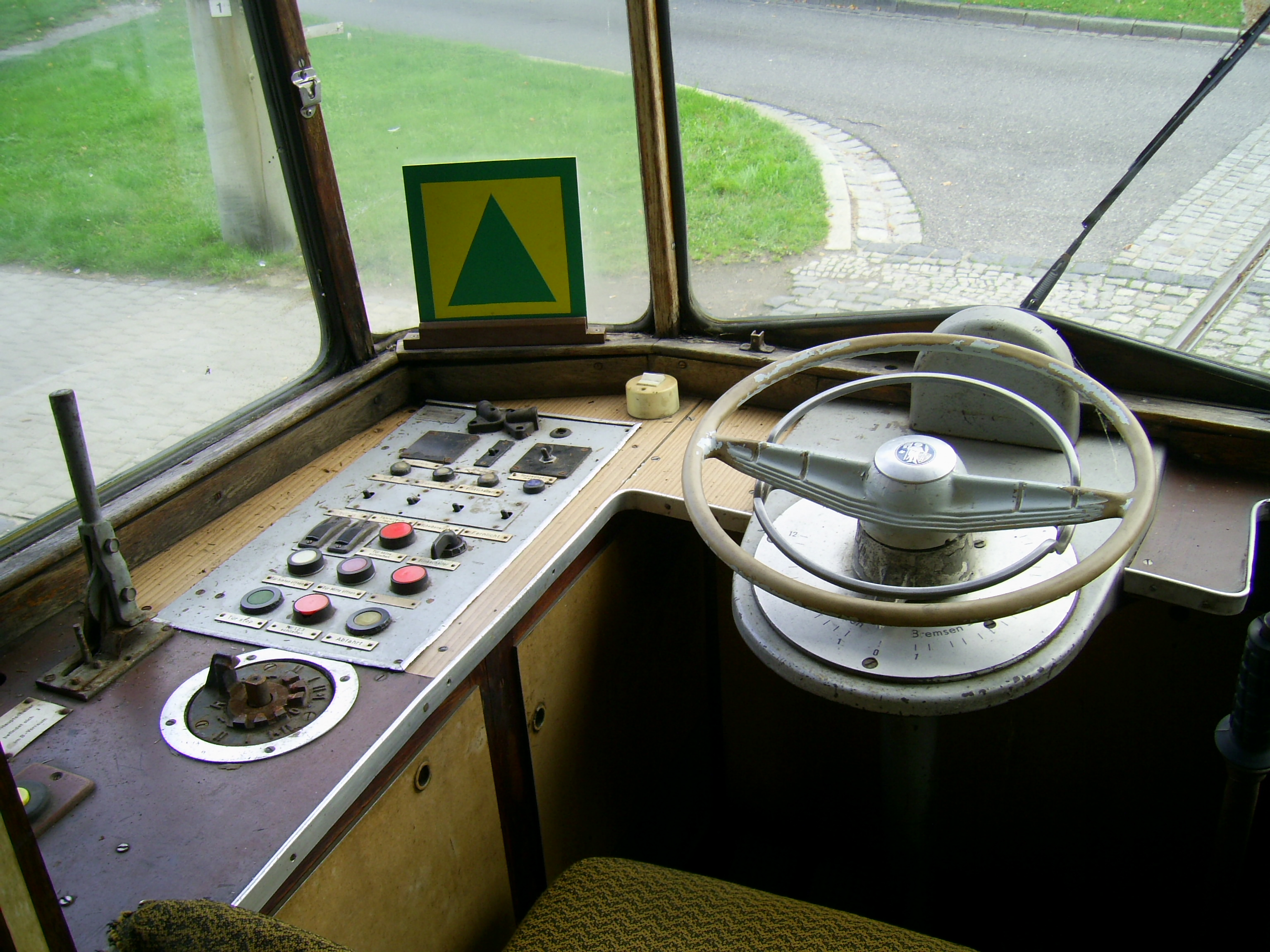
運転台

| 形式         | 製造年   | 総数     | 車種        | 運転台数     |
| ------------ | -------- | -------- | ----------- | ------------ |
| G4-65        | 1965-67  | 99両     | 3車体連接車 | 片運転台     |
| 全長         | 全幅     | 全高     | 軸距        | 重量         |
| 21,658mm     | 2,200mm  | 3,115mm  | 3,200mm     | 21.9t        |
| 営業最高速度 | 着席定員 | 立席定員 | 出力        | 備考・参考   |
| 50km/h       | 35人     | 51人     | 60kW×4基    | [ 6 ] [ 27 ] |